# Armenii din România

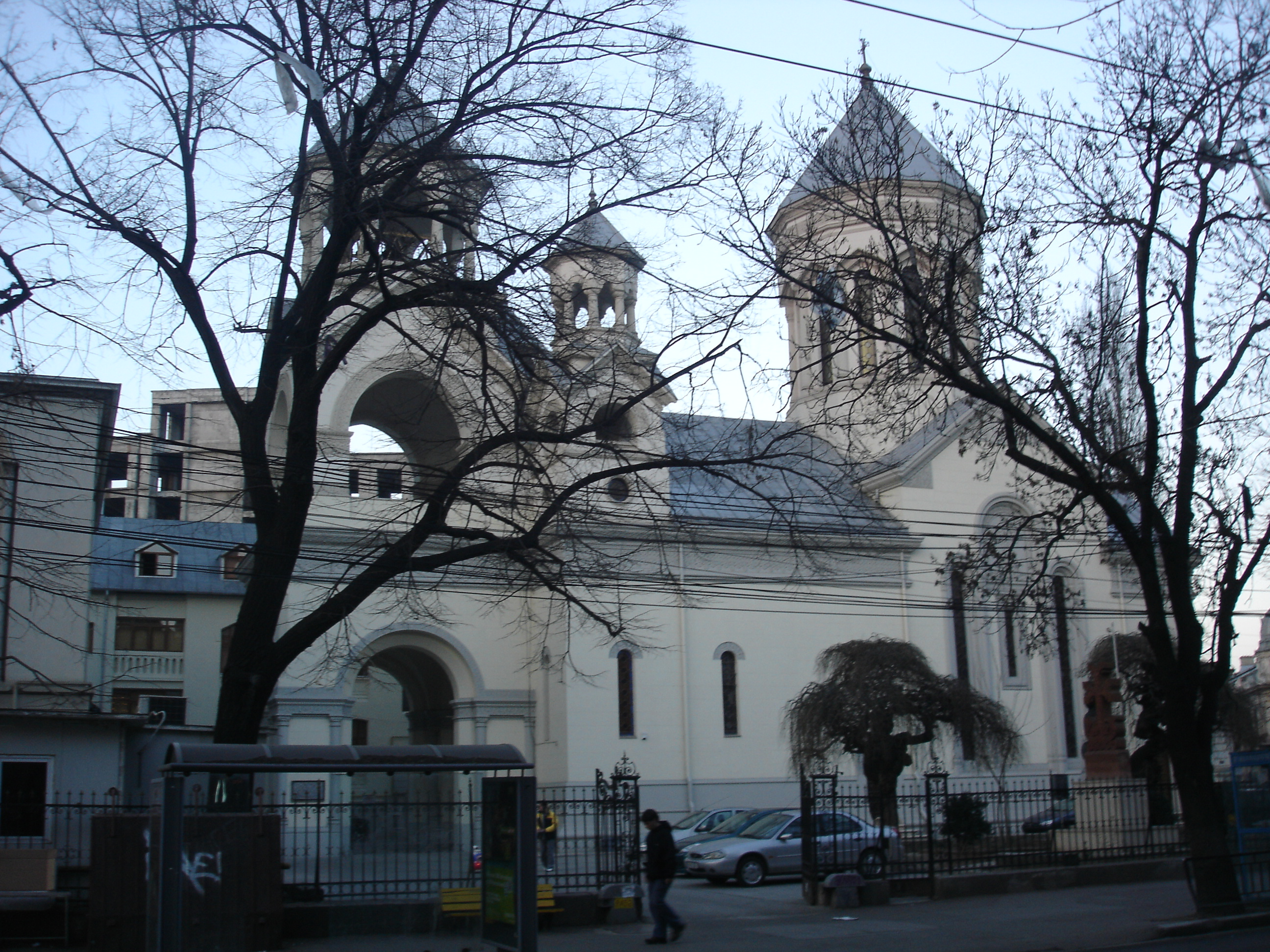
Biserica armenească de rit oriental din București

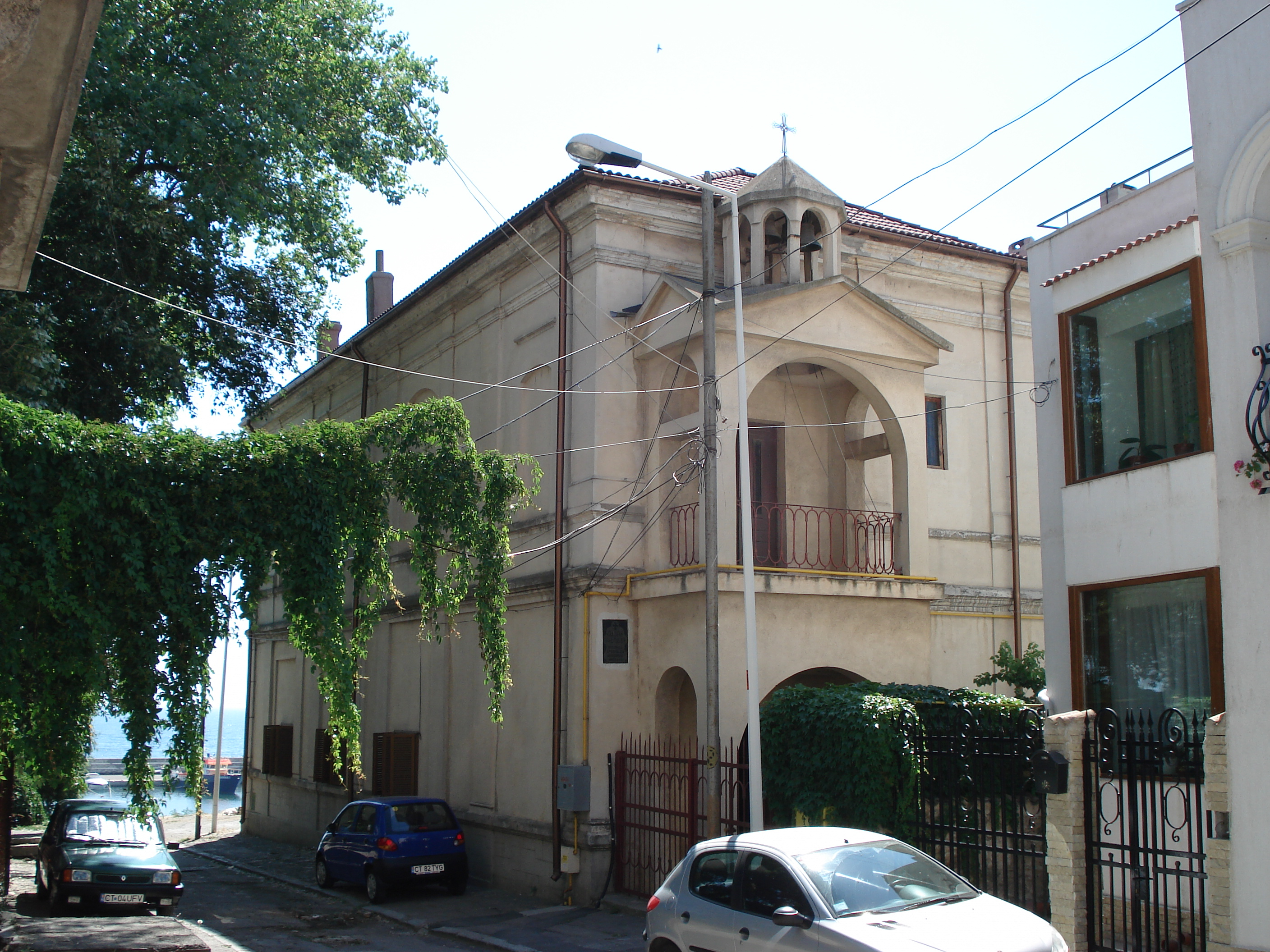
Biserica armenească de rit oriental din Constanța

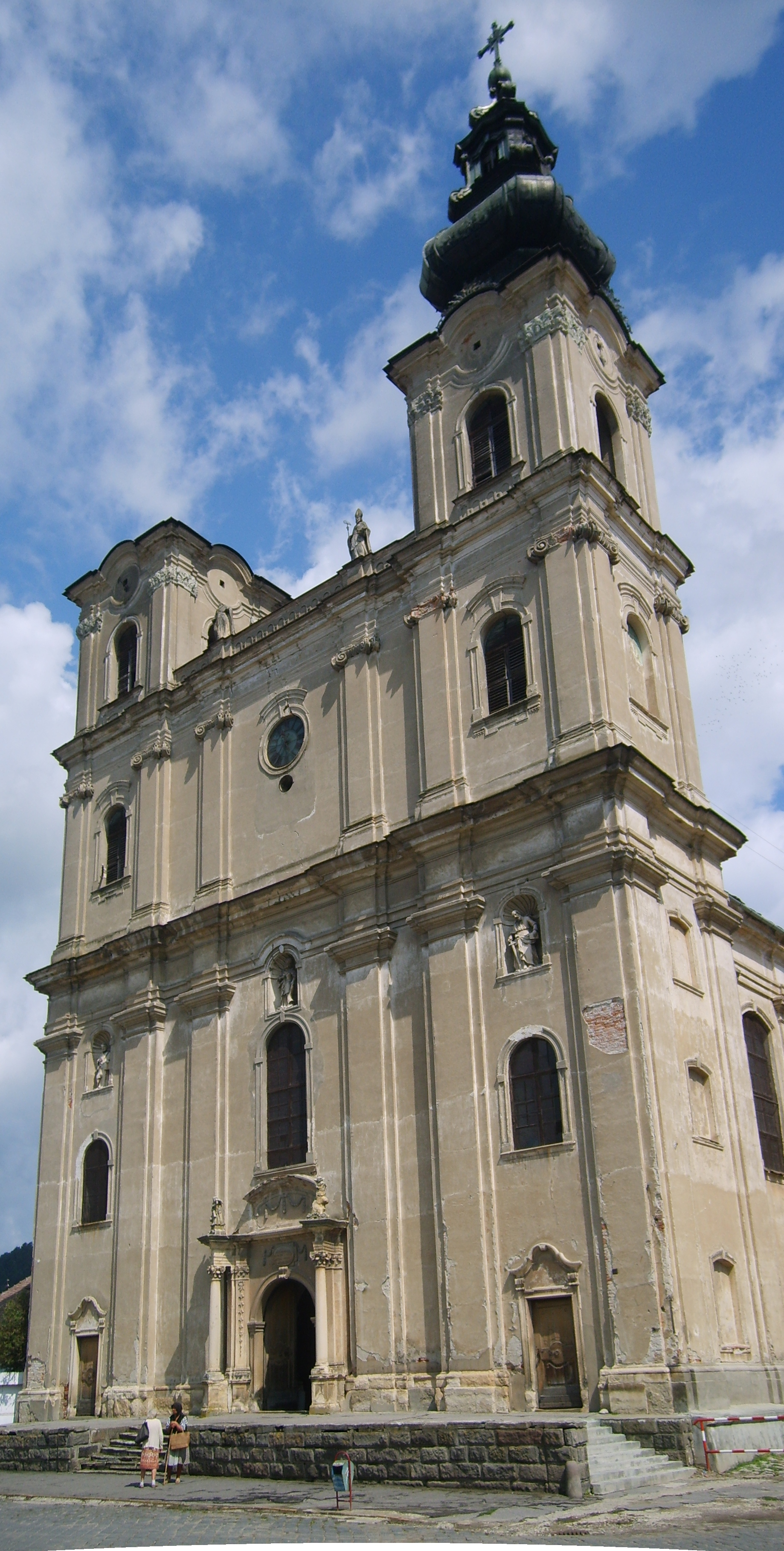
Biserica catolică armenească din Dumbrăveni

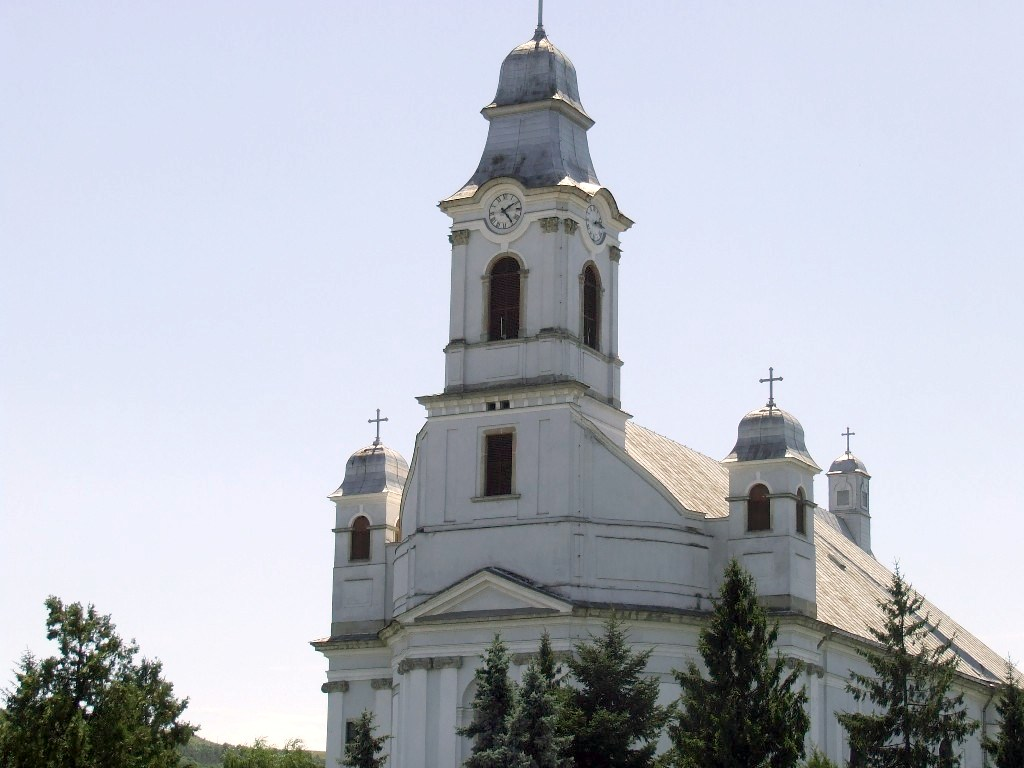
Biserica catolică armenească din Gherla

Armenii din România constituie o comunitate etnică veche de aproximativ un mileniu, fiind prezenți în toate regiunile României. Aceștia au avut o prezență importantă, în special ca negustori în secolul al XIV-lea. În prezent comunitatea numără doar câteva mii de membri. Armenii au fost asimilați de-a lungul timpului, însă după Revoluția din 1989 aceștia au trecut printr-o renaștere culturală.

## Originile armenilor din România
După implantările sporadice de populație armeană în Balcani, efectuate de împărați bizantini, stabilirea armenilor în Europa de Est a fost determinată de câteva exoduri din secolele al XI-lea—al XIV-lea, cauzate de căderea regatului Armeniei Mari. Primul exod a urmat ocupării capitalei Ani de către selgiucizi în 1064, când populația a emigrat spre Cilicia, Crimeea și Polonia. Al doilea exod, după invazia tătărească din 1239, a avut ca direcții Polonia și Moldova. Al treilea exod, în 1299, motivat de oprimările suferite sub tătari, s-a îndreptat spre Crimeea, unde s-a format o colonie comercială ulterior în legătură cu Moldova. Al patrulea exod s-a datorat cutremurului din 1319, care a distrus orașul Ani, precum și foametei provocate de acesta. Ultimul exod a fost determinat de invazia nimicitoare a mongolilor în Armenia apuseană, în 1342.
Dintre emigranții armeni așezați în Crimeea în 1045, când Ani a fost ocupată de bizantini, iar populația sa deportată, și apoi în 1064, cei care căutau locuri mai stabile au plecat mai departe, spre Galiția, Polonia, Moldova, Moravia, unde nu apăruseră formațiuni stabile, acești nouveniți alcătuind acolo, astfel, grupuri etnice distincte. Mai apoi, odată cu întemeierea noilor state dornice să-și impună suveranitatea, a început fenomenul de asimilare, îndeosebi atunci când comunitatea armeană a adoptat religia catolică oficială.
Cea mai veche mărturie atestată a prezenței armenilor în zona țărilor române o constituie un epigraf din anul 967, pe o piatră de mormânt din Cetatea Albă. Conform consemnării făcute de Grigore Goilav, textul inscripției menționează: „Această cruce este gravată la 416” (data aparține cronologiei armene introduse la 11 iulie 551, deci corespunde anului 967).
În Transilvania este semnalată prezența aproape simultană a unei colonii armenești. Cronicarii maghiari Simon de Kezai și Thuroczi scriu că, în timpul ducelui Géza (972-997) și al regelui Ștefan I (997-1038), s-au stabilit în regat, pe lângă boemi, poloni, greci, spanioli și alții, un număr de armeni care au fost înzestrați cu privilegii și cu titluri nobiliare: Praeterea (inquit) intraverunt Hungariam tam tempore Ducis Geizae et Sancti regis Stephani, quam diebus regum aliorum Bohemi, Poloni, Graeci, Hispani, Hismaelitae, Bessi, Armeni etc. qui diutius in regno commorando, quam vis illorum generatio nesciatur, per matrimonium diversorum contractus, Hungaris immixti nobilitatem pariter et descensum sunt adepti”..
Armenii stabiliți în secolele al X-lea—al XI-lea pe teritoriul ce avea mai târziu să devină Principatul Moldovei veniseră de la Ani direct pe căile comerciale, în vreme ce, în a doua jumătate a secolului al XIV-lea, când localitatea Caffa din Crimeea a fost ocupată de otomani, armenii formați ca negustori la genovezi au pătruns în zona Moldovei, drept singurul drum comercial care le rămăsese spre Orient. Primii refugiați din Armenia aparțineau păturilor avute – aristocrați, negustori, meșteșugari care își salvau viața, bunurile, dar și credința – și, datorită privilegiilor pe care aveau să le obțină și comerțului pe care l-au inițiat în noile lor așezări venind cu caravanele în secolele al XI-lea–al XII-lea, orașele din Galiția, Polonia și Moldova au prosperat. Bun cunoscător al istoriei armenilor din România, Nicolae Iorga afirma în „Choses d'art arméniennes en Roumanie” (1935): „S-a constatat prin documente existența armenilor din Moldova de prin secolul al XIV-lea. Ei erau aici înainte chiar de întemeierea principatului. Cum principatul Moldovei a fost în realitate creat pe calea comerțului, acei cari au urmat această cale a comerțului au devenit colaboratori la crearea statului național în Moldova. Așa încît armenii sunt oarecum părinții Moldovei”. 
În Țara Românească, armenii s-au așezat mai târziu, în secolul al XIV-lea, venind din Armenia și Crimeea. Prezențe armenești sunt menționate în anii 1400-1435 la București, Târgoviște, Pitești, Craiova, Giurgiu, iar începând din 1500 este semnalată existența armenilor la Babadag, în Dobrogea. Căderea Constantinopolului în 1453, ocuparea Crimeii în 1475, precum și alte evenimente din secolele al XVI-lea–al XVII-lea au adus alte valuri de imigranți armeni în Muntenia. În secolul al XVI-lea, când Târgoviștea era capitala principatului, aici se formase o importantă colonie armenească, iar în secolul al XVII-lea vin și se stabilesc la București și la Pitești armeni din Bulgaria, care se așezaseră acolo după căderea Constantinopolului și nu-și mai păstrau limba.
Clericul Cristophor Lukacsi, în „Historia Armenorum Transilvaniae” (Viena, 1859), explică existența elementului armean în Transilvania citându-l pe istoricul Ghevond, care afirmă că în secolul al VIII-lea armenii din oastea unei căpetenii hazare din Caucaz, numiți de acesta în posturi de comandă datorită vitejiei lor, s-au alăturat altor șapte triburi hazare ale ungurilor, luând parte, împreună cu acestea, la cucerirea de teritorii în Europa. De altfel, armenii ar fi putut trece în Transilvania din Balcani, unde au ajuns cu oastea bizantină mobilizată sub împărații Mauriciu și Focas împotriva avarilor și bulgarilor (secolele al VI-lea – al VII-lea), apoi odată cu pavlicienii duși în Bulgaria în secolul al X-lea. Între armeni și țările dunărene trebuie să fi existat, cum conchide și Joseph Strzygowski în „Die Baukunst der Armenier und Europa” (Viena, 1917), strânse legături comerciale.

## Formarea comunităților armene în Principate

### Moldova

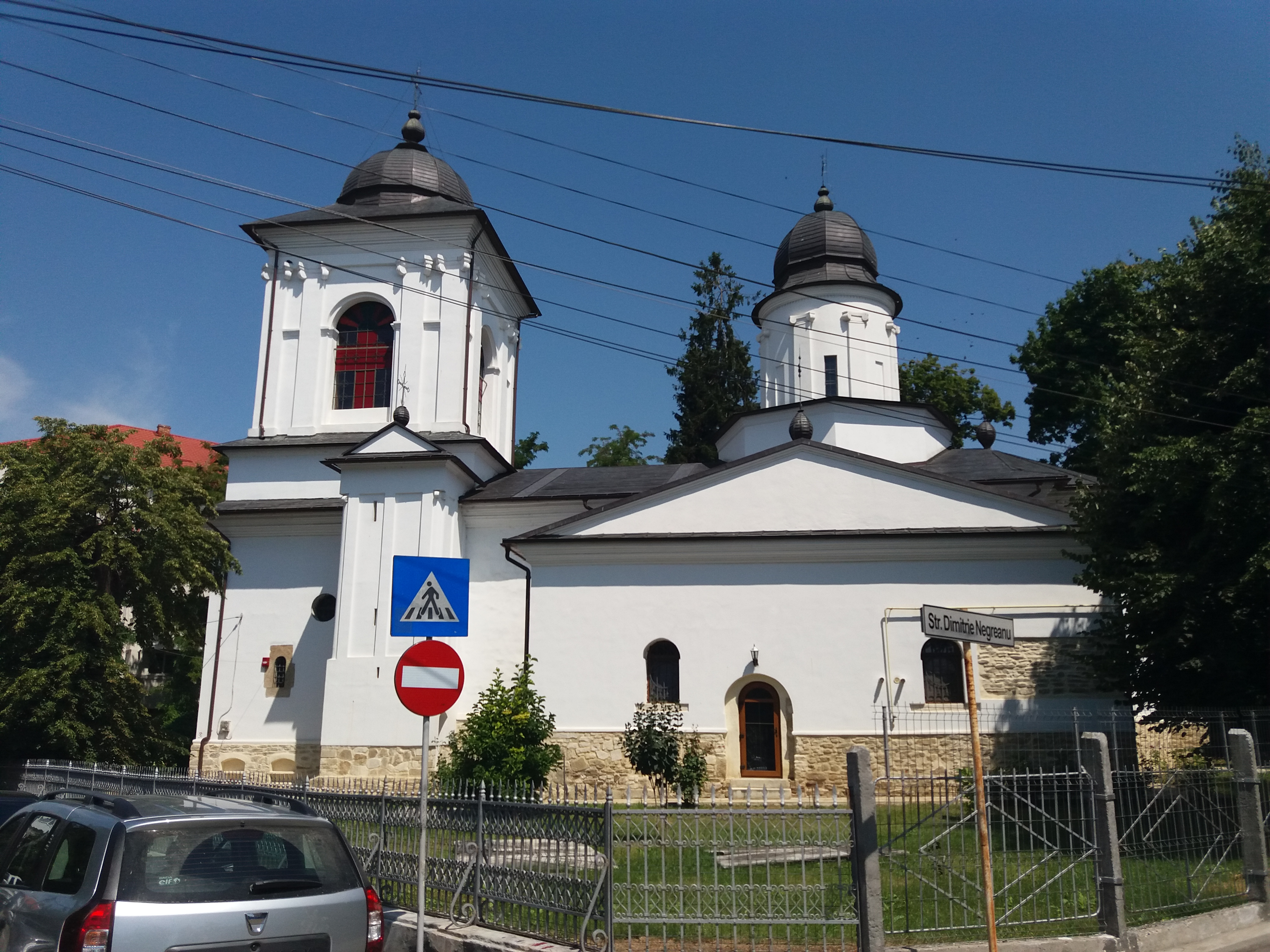
Biserica Armeană din Botoșani

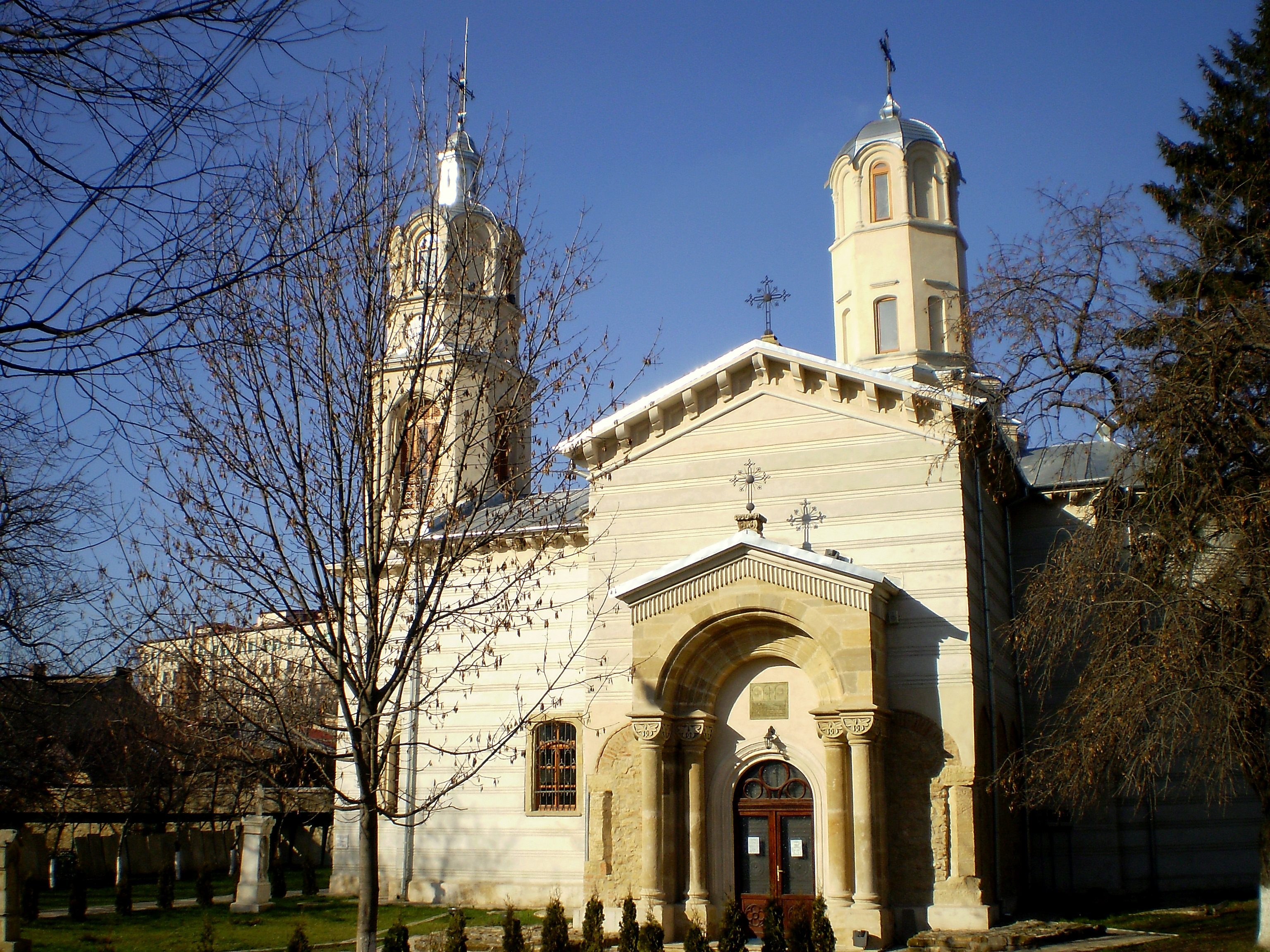
Biserica Armeană din Iași

Drumul negustorilor armeni din Crimeea spre Galiția, în secolele al XII-lea – al XIII-lea, trece prin Cetatea Albă. Așa se explică faptul că aici, unde în secolul al XII-lea a fost înălțată prima biserică armenească din Țările Române, s-au păstrat cele mai vechi urme ale prezenței armenilor în această regiune. La epigraful anterior menționat, se pot adăuga alte mărturii: o inscripție religioasă din 1174 și monede bătute de regii Armeniei Ciliciene, cu care negustorii armeni din Crimeea, Galiția și Moldova au avut relații comerciale. La începutul secolului al XIV-lea armenii din Caffa au migrat la Cracovia și la Lemberg, iar de acolo au trecut în Camenița și în Moldova. Întrucât în 1365 Eparhia Armeană din Lemberg primea sub jurisdicția sa pe armenii din Moldova, se poate deduce că în centrele comerciale importante existau de-acum colonii armenești. Cel mai vechi monument arhitectonic clădit de armeni pe aceste meleaguri și păstrat până astăzi este Biserica Sfânta Maria din Botoșani, târnosită în 1350, așa cum afirmă Nicolae Șuțu în „Notion statistiques sur la Moldavie” (Iași, 1849): „Din secolul al XI-lea, armenii, părăsindu-și așezările invadate de perși, s-au refugiat în Polonia și în Moldova. Emigrări ulterioare au avut loc în 1342 și 1606. Ei au biserici în Moldova, dintre care cele mai vechi sunt cele din Botoșani, construită în 1350, și cea din Iași, care datează din 1395.” Faptul că în această biserică se păstraseră două Evangheliare copiate la Caffa în 1351 și 1354 poate fi încă o dovadă a vechimii lăcașului și, implicit, a coloniei din Botoșani. În orice caz, lăcașul reprezintă dovada existenței târgului Botoșani la 1350, deci cu un veac mai devreme decât atestările documentare cunoscute.

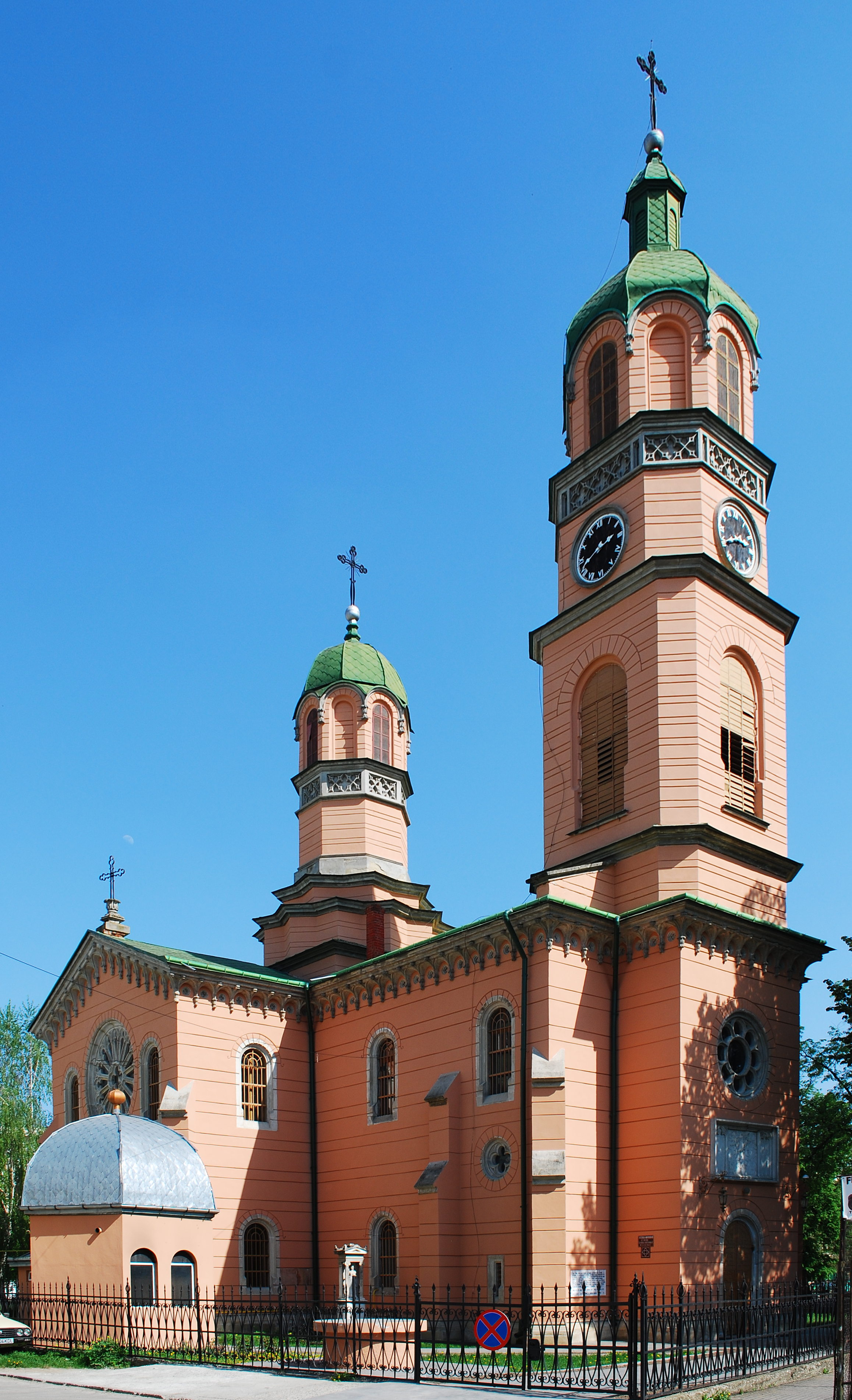
Biserica armenească din Roman

La rândul său, biserica armenească Sfânta Maria din Iași, pe a cărei piatră de fondare, încastrată în bolta de la intrarea în edificiul actual, este gravat anul 1395, constituie un atestat de existență a orașului, de vreme ce armenii își construiau bisericile mai întâi din lemn, deci ei se așezaseră acolo chiar mai de mult. Textul epigrafului este: „Cu mila lui Dumnezeu s-a pus temelia bisericii Sfînta Născătoare de Dumnezeu, prin osteneala părintelui Iacob și a lui hagi Marcar și Grigor. 1395”. Episcopul Melchisedec scrie în „Inscripțiunile bisericilor armenești” din Moldova: 
| “ | Dacă se va constata că în adevăr biserica armeană din Iași e zidită la 1395, atunci se va dovedi că Iașii au existență mai veche decât data fundării ce-i dau unii scriitori, d.e. Vornicul Urechia, care lasă a se înțelege, că Iașii s-ar fi fundat de Ștefan cel Mare, după învingerea Cazacilor la Nistru (anul 1475). Armenii, ca comercianți, se stabileau totdeauna prin tîrguri și orașe. Prin urmare dacă Armenii s-au așezat în Iași pe la finele veacului al XIV-lea și și-au zidit acolo biserica, trebuie încă pe atunci să fi existat acolo cel puțin un târg." | ” |

N. Bogdan, în monografia sa „Orașul Iași” (Iași, 1913), argumentează: „Dacă lucrul acesta este așa, atunci e o dovadă mai mult că orașul Iași exista cu mult mai înainte de data citată (=1395), cu unul sau două veacuri cel puțin, căci pentru ca o colonie armeană, popor recunoscut din vechime ca comerciant și industriaș, să vie în această localitate îndepărtată de țara sa, și să se așeze într-un număr așa de mare, ca să poată să-și zidească o biserică costisitoare și impunătoare, trebuia ca orașul acesta să fi existat de multă vreme și să-și fi avut o populație numeroasă și cuprinsă.”
„Coloniile armenești din Moldova” – spune Iorga – au constituit prima burghezie a orașelor moldovenești. „Rolul armenilor așezați în Moldova înainte de întemeierea principatului a fost, deci, acela de a fi creat nuclee stabile, care apoi au fost dezvoltate prin venirea din Crimeea a negustorilor armeni formați în comerțul cu genovezii, așadar apți de a impulsiona economia noii lor țări de adopțiune. Tot Nicolae Iorga descrie astfel, în România cum era până la 1918, activitatea armenilor: „Negustorul armean, din Galiția mai ales, harnic, ager, foarte curat și purtător al unei civilizații răsăritene și apusene mai înalte. El a durat bolți și case de cărămidă, a cuprins între ele străzi pline de zgomot și de mișcare, s-a îmbogățit și a îmbogățit pe cărăușii și meșterii, pe oamenii de muncă mai grea ai țării.”
Lucrul acesta l-a înțeles Alexandru cel Bun, care, ca și Ștefan cel Mare ulterior, a acordat armenilor drepturi și privilegii, stimulând astfel contribuția lor la dezvoltarea comerțului și economiei moldovenești. Regăsim argumentul, accentuat, la B. P. Hasdeu: „Cată să observăm că armenii știau a se arăta în împrejurările cele mai momentoase destul de buni patrioți români spre a fi meritat cu totul dreptul unei asemenea distincțiuni”..
Printr-un hrisov datat 30 iulie 1401, Alexandru cel Bun a încuviințat înscăunarea unui episcop armean în Suceava, capitala principatului său, ceea ce dă dovada existenței unei mai vechi și bine orgaizate colonii de credincioși armeni. Documentul, semnalat încă în 1842 de un istoric al armenilor din Polonia , K. Zacharjasewicz, în arhiva Episcopiei armene din Lvov, a fost descoperit în 1932 de clericul Z. Obertynski, care l-a publicat un an mai târziu într-o broșură, în traducere germană cu greșeli. O tălmăcire exactă, din slavona originară, a publicat P.P. Panaitescu într-un număr al „Revistei istorice române” din 1934: „Din mila lui Dumnezeu, noi Alexandru Voevod, Domn al Țării Moldovei cu fratele meu Bogdan, facem cunoscut cu această scrisoare a noastră tuturor bunilor pani cari vor privi la această scrisoare sau o vor auzi, că acest adevărat Ohanes, episcop armenesc, a venit la noi, la scaunul nostru cel moldovenesc și s-a prezentat nouă cu drepte scrisori ale patriarhului ecumenic Antonie de Constantinopol pentru că pe patriarhul lor armenesc nu l-am cunoscut încă, ca să se ridice la această episcopie, cu ajutorul domnului nostru Vitovt. De asemenea ne-a jurat Domniei noastre să primească și să așeze toată rînduiala bisericească. Deci noi am dat episcopului armenesc Ohanes bise-ricile armenești și pe popii lor. În întreaga noastră țară va avea putere asupra armenilor cu dreptul său episcopal. I-am dat scaun la Suceava, în cetatea noastră. Care dintre armeni îl veți cinsti, va fi ca și cum ați face-o pentru noi, în țara noastră a Moldovei; care nu-l va asculta, noi îl vom pedepsi cu mîna lui. Iar la aceasta este cedința mea, a mai sus scrisului Alexandru Voevod și credința fratelui Domniei mele, a lui Bogdan, și cre-dința tuturor boerilor moldoveni și mici și mari. Și s-a scris la Suceava sub pecedea noastră în anul 6909, iulie în 30, cu mîna lui Bratei.“
Printr-un alt hrisov, din 8 octombrie 1407, Alexandru cel Bun a chemat negustori armeni din Polonia, pentru a contribui la prosperitatea orașelor moldovenești, promițându-le scutirea de taxe vamale și de biruri. Astfel s-au așezat 700 de familii la Suceava și numeroase altele la Siret și la Cernăuți, unde comerțul avea să fie deținut aproape exclusiv de armeni. Domnitorul moldovean a mai invitat 3.000 de familii armenești în 1418, când acestea s-au stabilit în șapte orașe. Hasdeu argumentează cu îndreptățire venirea lor: „Este învederat că această nouă colonie nu și-ar fi îndreptat pașii spre România să n-o fi preces buna primire pe care o avuseseră deja coreligionarii lor cei stabiliți de mai nainte.“ Asupra celor șapte orașe care i-au găzduit pe armeni există mici neconcordanțe în sursele istorice. Astfel, G. Pray în „Dissertationes historico-criticae” (Viena, 1775), Alexandru Papadopol-Calimah în „Notiță istorică despre orașul Botoșani” (1887) și Hasdeu în „Etymologicum Magnum Romaniae” (București, 1887), menționează Suceava, Hotin, Botoșani, Vaslui, Galați, Iași, Dorohoi. Luigi Maria Pidou înlocuiește, din această listă, Dorohoi cu Siret, în timp ce Xenopol adaugă Cetatea Albă, Minas din Tokat substituie Galați și Dorohoi cu Siret și Roman, iar Engle numește doar Suceava, căreia îi alătură cinci orașe nenominalizate.
Ștefan cel Mare, la rândul său, îi primise pe armenii refugiați, în 1475, din Crimeea la ocuparea acesteia de către tătari și îi așezase la Suceava, Iași, Botoșani, Roman, Focșani, când mai apoi a acordat privilegii negustorilor armeni din Lemberg, care, nemaiputând trece, în drumul lor spre Adrianopol, prin Dobrogea ocupată de otomani, deschiseseră o nouă cale comercială dinspre Brugge și Nürnberg, cu tranzitarea Moldovei. Vlad Bănățeanu a consemnat această inițiativă: „Armenii au jucat un rol din cele mai importante în viața economică a țării noastre un rol social atât de importat în decursul mai multor secole, încât domnii moldoveni îi chemau și primeau mereu contingente noi de armeni, oferindu-le diferite drepturi și privilegii“, în vreme ce Ion N. Angelescu remarca în Histoire Économique des Roumains: „Dacă românii au ajuns, într-un moment al apogeului lor comercial de odinioară, să străbată regiuni depărtate, să cunoască toate țărmurile Mării Negre și să pătrundă prin strâmtori chiar în Mediterana, asta nu o datorează italienilor, ci este grație altor negustori care cunoșteau bine întreg Levantul, armenii. Ei au jucat un rol mare la începuturile comerțului românesc și în formarea populației din orașele românești. Armenii au venit la noi în mai multe rânduri, dar cei care au avut o influență mai mare asupra comerțului românesc sunt în mod sigur cei care au venit încă din primii ani de la întemeierea orașelor“.
Cu cei 10.000 de armeni aduși de Ștefan cel Mare, numărul total de armeni în Moldova veacului al XV-lea s-a ridicat la 20.000. Aceștia erau nu numai negustori, dar și meșteșugari, manufacturieri, agricultori. „Carele armenești” ale caravanelor plecate din orașele moldovenești duceau în Europa occidentală și în Orient vite, cai, porci, oi, piei, grâne, ceară, brânzeturi, aducând în loc postavuri, covoare, broderii, mătăsuri, mirodenii, coloranți, arme. În secolele al XV-lea – al XVII-lea, prin urmare, comerțul interior și cel exterior ale Moldovei erau concentrate în mâinile armenilor, care se foloseau de poziția orașelor locuite de ei și aflate pe căile internaționale de tranzit spre Polonia, Rusia, Germania. „În general - afirmă Nicolae Iorga - nu putea să existe pe vremea aceea un târg moldovenesc, deci comerț, fără armeni”. Armenii erau și mari proprietari de moșii, în perioada lor de înflorire stăpânind o treime din pămînturile Bucovinei de nord.  N. Bogdan scrie în Orașul Iași: „Încetul cu încetul armenii acaparează cea mai mare parte a negoțului ieșean, luptându-se în concurență cu alți străini, cu turcii, grecii, evreii etc, pe cari îi dovedesc prin istețimea lor - de unde se formă în popor zicala: un jidan înșală zece moldoveni, un grec înșală zece jidani și un armean înșală zece greci."
În afară de orașele menționate și de cele în care - cum vom vedea - armenii și-au clădit biserici, ei au mai populat localitățile Neamț, Panciu, Odobești, Târgu Frumos și altele mai puțin importante. Pe lângă negoț, armenii din Moldova au început să se ocupe și cu manufactura, producând mărfuri pe care altfel erau nevoiți să le importe, și cu zootehnia, pentru că vitele și caii care constituiau obiectul exportului lor să aibă o calitate corespunzătoare cerințelor externe. Meșteșugarii armeni erau organizați în bresle, frății împărțite pe meserii, dar și frății ale femeilor, tinerilor, enoriașilor de o credință. Negustorii și meseriașii aveau, de asemenea, „Companii ale armenilor“, organisme civile de reglementare a relațiilor cu administrația de stat și de coordonare a activității comunitare. Din nou Ion N. Angelescu scria: „Ei formau în România o populație capabilă să stabilească raporturi comerciale între cele două lumi care se întâlneau pe teritoriul nostru: Occidentul Europei și Orientul Asiei. Având relații întinse în Imperiul turc, unde trăiau în număr mare compatrioți ai lor, armenii sunt, pentru un timp, principalii intermediari în comerțul internațional din Orient. Stabilindu-se pe pămîntul românesc, în orașe, armenii au contribuit într-o mare măsură la dezvoltarea comerțului românesc, iar apogeul nostru economic începînd din sec. XVI trebuie să li se atribuie lor în mare parte."
Domnitorul Constantin Mavrocordat i-a scutit pe armeni, la 7 aprilie 1742, de cai și de olac: "Nici de pe la odăile lor, nici din oile lor de la conace nime să nu le ia, nici oi, nici cai". Alexandru Mavrocordat, la rândul său, a dat la 9 martie 1784 un hrisov de favorizare a comercianților armeni de cetățenie austriacă care făceau negoț cu vitele, în fapt reînnoirea unui alt hrisov, iscălit de unchiul principelui, Ioan Nicolae Mavrocordat . Erau întărite, astfel, vechile privilegii și adăugate altele, printre care interdicția ca localnicii să perceapă armenilor chirii prea mari pentru pășunat sau să le producă alte neplăceri, iar ispravnicilor li se lua dreptul de a-i pedepsi personal pe armeni, urmând ca delincvenții să fie predați curții de judecată domnești, singura care îi putea sancționa.
O dată de excepție în istoria de bună și pașnică viețuire a armenilor, vreme de mai multe veacuri în Moldova, o constituie anul 1551, când Ștefan Rareș a persecutat și prigonit elementul armean din principatul său. În acel an, la 16 august, domnitorul a poruncit ca armenii, care în acea duminică serbau Adormirea Maicii Domnului, să se lepede de credința lor națională și să se convertească la ortodoxismul românesc, altfel urmând să fie alungați din țară, schingiuiți și chiar omorâți. Ca atare, au fost prădate, pângărite și distruse bisericile armenești și au fost torturați, mutilați și masacrați numeroși armeni. Pe lângă istorici armeni ca Eremia Keomurgian (secolul al XVII-lea), Mikael Ceamcian (secolul al XVIII-lea), Ghevond Alișan (secolul al XIX-lea), care au consemnat în scrierile lor acest episod, cărturarii români au menționat și ei năpasta abătută asupra armenilor, explicitând totodată cauzele complexe ale acestei urgii. Hasdeu: „A fost un principe moldovenesc cam smintit, însă român de origine, Ștefan Rareș, care merse și mai departe decît hoții, comițînd în privința religiunii celei mai neofensive unicul act de netoleranță menționat în cronicile noaste“. Într-adevăr, în Letopisețul Țării Moldovei, Grigore Ureche scria de domnia lui Ștefan vodă, ficiorul lui Pătru Vodă, fratele lui Iliiașu Vodă, 7059 iunie 15 zile: „Și ca să nu să vază ceva că iaste răsărit de la pravoslavie, toți ereticii din țara sa vrea, au să-i întoarcă, să fie la o lege, au să iasă din țară. Pre armeni, pre unii de bună voie, cu făgăduințe împlîndu-i, pre alții cu sila i-au botezat și i-au întors spre pravoslavie, mulți din țară au ieșit la turci și la leși și printr-alte țări, vrînd să-și ție legea sa. Cu aceasta vrînd Ștefan vodă să astupe faptele frăține-său, de lucruri ce făciia, cu nevoință siliia. Iară ce cerea pravoslaviia și legea creștinească nu ținea, că mai apoi nu numai lăcomiia și asupreală făciia, ce și curvie nespusă era într-însul, nu răbda de muieri cu bărbați, nu era fecioarile nebatjocurite, nu jupînesile boiarilor săi neasuprite“. Iar Nicolae Costin adăuga în Istoria Țării Moldovei: „Pre proastă cale purcese Ștefan Vodă cu aceste, izgonirea și silirea armenilor, socotind că el stinge ocărîta viață a frățini-său; și va înoi bunul nume al tătini-său". “Faptele frăține-său” erau turcirea și trădarea lui Ilieș, pe care le relatează Gheorghe Șincai în istoria sa, consemnând și pervertirea lui Ștefan însuși: "Ștefan văzând că nu-și poate plini pofta, și-au băgat în inimă să omoare tot Divanul, și după pilda frate-său să se turcească și el; și să vândă țara la turci, întru deznădăjduirea aceea și-au adus dascăli, și două curve de la turci, ca pururea să fie lîngă dînsul, de cari amețindu-se din zi în zi, sporea în obiceiurile turcești". Confirmarea o avem la Iorga și la Engel, dar mai ales la Xenopol, care scrie: "Pentru a șterge numele cel rău al fratelui său și ca să nu presupună cumva poporul că și el ar fi gata a se da pe urmele lui, Ștefan se purta cu mare evlavie către religia și bisericile creștine. Totodată el pune să se întoarcă, fie prin blîndețe și făgăduieli, fie prin silă, ereticii ce se petreceau în Moldova. Fiindcă armenii se arătase mai îndărătnici, el îi supuse unei crîncene prigoniri, ceea ce împinse pe mulți din ei să părăsească țara, spre a-și mîntui credința. Toate aceste le făcea Ștefan, pentru a răscumpăra prin masca religiozității nenumăratele sale abuzuri, și mai ales desfrânările sale cele nesăturate, care erau o veșnică amenințare pentru onoarea celor mai nobile femei. Și cum să nu se fi supus toată lumea poftelor lui, cînd cruzimea întrecea încă desfrînarea lui? Oamenilor celor mai nevinovați li se tăia nasurile și urechile, li se scoteau ochii, li se tăia limba; membrele lor erau hăcuite, sau le turna plumb topit prin deschizăturile corpului. Față cu o asemene turbare a domnului, oamenii fugeau cu grămada din Moldova, nobilii treceau în Polonia, luînd acolo slujba militară.“ În sfârșit, I. Mihnea în Letopisețele Moldovenești (Iași, 1925) afirmă pe baza surselor istorice consultate: „Armenii cari n-au voit să îmbrățișeze pravoslavia au trebuit să plece, unii la turci, alții la leși, alții printr-alte țări. Despre aceasta scrisese Macarie, care și-a oprit condeiul tocmai proslăvind zelul creștinesc al domnului. Persecuțiunea armenilor din 1551 nu putea găsi alt ecou la un suflet zelos de călugăr, cum a fost Macarie“.
Cea mai veridică descriere a prigoanei, chiar dacă într-o formă literaturizată și cu unele hiperbolizări, se găsește, însă, la un martor ocular, diaconul armean Minas Tokatți, originar din Anatolia și stabilit în Suceava. El este autorul unui lamento de 110 catrene, intitulat Jelanie asupra armenilor din Țara Valahilor.
Minas din Tokat a locuit multă vreme la Camenița și la Liov, unde a fost secretar al arhiepiscopului armean și al tribunalului armenesc, iar în 1551 s-a aflat la Suceava, unde a fost de față la suferințele conaționalilor săi, relatându-le apoi într-o formă literară. Poemul său are o valoare nu propriu-zis artistică, ci mai curând una istorică. Pe lângă mărturia asupra prigoanei antiarmene, el conține dovada existenței bisericilor armenești din Siret, Vaslui, Hotin și Roman în anul 1551. Iată și un fragment revelator din Jelania lui Minas Tokatți: „Iarăși a scos altă poruncă,/ În toate orașele armași a trimis,/ Pe fruntașii armeni pe toți i-au prins/ Și bisericile le-au sigilat,/ Au chemat pe preoți și șoltuzi/ Și cu silă i-au botezat,/ I-au scos din credința Luminătorului/ Și aspru a poruncit/ Ca orice armean să se boteze,/ Femei și fete toate împreună./ Să nu fie armeni în țara mea,/ Toți de credință greacă să fie,/ Bisericile armene din Hotin, Siret/ Și târgul Iași,/ Vaslui, Botoșani și Roman./ Toate din temelie să se surpe./ Poruncă aspră a scos iară/ Și bisericile le-au ruinat,/ Toate vasele aflate le-au prădat,./ Iar cărțile armenilor în foc le-au ars.” Pe lângă factorul religios, în prigonirea armenilor un motiv determinant l-a constituit factorul social, întrucât armenii, prin puterea lor economică, riscau să amenințe autoritatea unei monarhii cu tendință spre despotism.
După Ștefan Rareș, Alexandru Lăpușneanu i-a persecutat și el pe armeni. Cronica armenilor din Camenița, o sursă istorică foarte prețioasă, consemnând evenimentele petrecute în perioada 1410-1652 inclusiv pe teritoriul Moldovei, scrie despre acest domnitor „crud, de zece ori mai crud decât a fost Iulian pentru creștini”: „Cu deosebire rău a fost acesta pentru biata nație armenească pe capul căreia a dus multe nenorociri ce nu merită să fie nici povestite, nici ascultate”. Cînd, în 1561, Ioan Iacob Heraclid a venit cu oaste apuseană și l-a detronat pe Lăpușneanu, luîndu-i locul pe scaunul Moldovei, armenii l-au sprijinit. Spre deosebire de predecesorul său, "fiindcă acest credincios Despot a venit la domnia acestei țări prin voia lui Dumnezeu, apoi pe armeni i-a adus înapoi și le-a dat voie să poarte după legile lor, slobozi și pe față, poruncind ca nimeni să nu le spună un cuvînt de rău și să nu-i împiedice, iar acei ce ar îndrăzni să judece sau să batjocorească pe armeni din pricina legii lor, să fie pedepsiți cu moarte." Atașamentul față de Despot le-a atras armenilor dușmănia boierilor care, conduși de hatmanul Tomșa, s-au răzvrătit împotriva domnitorului. Urcat pe tron, în 1563, Ștefan Tomșa s-a răzbunat cu cruzime pe armeni, omorînd oameni nevinovați. În a doua domnie a lui Lăpușneanu (1564-1568), armenii din Suceava au fost din nou victime ale cruzimii acestuia, pentru că îl căinau pe detronatul Despot: "Pe cînd boierii moldoveni se răsculase contra acestui martir al civilizației occidentale, numai armenii se întreceau care de care la manifestări de devotament pentru dînsul, fiind expuși astfel, în urma catastrofei, a suferi toată urgia învingătorilor - scrie Hasdeu, continuînd: Plebea din Suceava a uzat atunci de măcel și insulte asupra nenorocitelor muieri ale armenilor. De aci încolo un secol întreg, armenii s-au ținut în liniște."
Într-adevăr, dacă, după aceste persecuții, o parte din armenii moldoveni s-au refugiat în Transilvania, un veac mai tîrziu, în 1671, alți armeni din Moldova, participanți la răscoala condusă de Hîncu împotriva politicii de biruri a domnitorului Gheorghe Duca, au fost nevoiți să emigreze, fiindu-le primejduite viața și avutul după înăbușirea răzmeriței. Hasdeu face o referire la acest episod istoric mai întîi în Istoria toleranței religioase: "În 1671, domnind în Moldova Duca-Vodă, arnăut lacom de bani și de sînge, armenii au fost iarăși cei dintîi de a lua parte la o conspirație curat națională, în capul căreia se pusese faimosul serdar Hîncu, prototipul spiritului de opozițiune în România, rămas nemuritor prin proverbul moldovenesc «Vodă vrea, Hîncu ba». Revolta fu nenorocită. Conjurații au fost învinși într-o bătălie de lîngă Chișinău și siliți a fugi din țară. În orice caz însă, armenii se pot lăuda de a fi jertfit și ei capetele lor, astă-dată, ca și în timpii cei vechi, dimpreună cu părinții noștri, pentru izbînda cauzei române". Iar în Etymologicum Magnum Romaniae, revine citîndu-l pe istoricul german Engle, care, la rîndul său, se inspirase din lucrarea iezuitului Rudolf de Bauzen, utilizată de istoricii unguri Pray și Benkö: "Pe la 1671, domnind în Moldova crudul arnăut Duca, boierul Hîncu a ridicat steagul răscoalei contra născîndului element fanariotic: armenii au luat partea cea mai activă în aceas-tă manifestațiune, și cei mai compromiși dintre dînșii, într-un număr foarte însemnat, au fost siliți apoi a fugi din țară (Engels, Gesch. d. Moldva, p. 276). De cîte ori cruzimea domnilor sau urgia poporului îi gonea din Moldova, armenii își căutau un adăpost mai cu deosebire în Ardeal și-n Polonia". Iată pasajul din Engel: "După alte mărturii pe care le-au folosit Pray și Benkö, armenii din Moldova au fost amestecați în această uneltire. În fruntea uneltirii, era un anume Hencul. Dacă a căutat asprijin la turci, s-a întors în țară cu oști turcești în 1672, pe care le comanda Kaplan Pașa din Alep, și bătu Moldova. După răzvrătirea din Rîșnov, s-a retras iar în Iași și i-a urmărit pe cei nesupuși, pedepsindu-i cu moartea.De frica lui, armenii au fugit în munții care despart Transilvania de Moldova. La început, ei se socoteau numai pribegi în Țara Secuilor și a Bistriței, căci încă nădăjduiau la vremuri mai prielnice pentru a se întoarce în Moldova. Totuși, în 1672 și 1673 vremurile în Moldova au fost mai rele, țara suferea uimitor din pricina trecerii turcilor și tătarilor spre Polonia și de asemenea din pricina deselor schimbări de domnitori. Și astfel s-au așezat armenii în Transilvania, cu încuviințarea principelui Apafi." În sfîrșit, Dimitrie Dan sintetizează în Armenii orientali din Bucovina (Cernăuți 1891): "Pe timpul domniei a doua a principelui Moldovei Gheorghe Duca (1669-1672) emigrară iară mulți armeni din Moldova și mai ales din Suceava, sub conducerea episcopului lor Mennas, carele fusese de la anul 1649 episcop armeano-oriental al Moldovei și reședea în Suceava, și o parte din ei se îndreptă spre țara leșească, iară altă parte împreună cu episcopul lor spre Transilvania. Cauza acestei emigrări în masă a armenilor dimpreună cu episcopul a fost apăsarea de pe atunci cu dările, iară mai ales necazul ce-l aveau din partea lui Vodă, pentru participarea lor la conjurațiunea boierilor înscenată de un anumit Mihail Hîncul (probabil un armean) la 29 octombrie 1671. Armenii fugiră și se retraseră la început în munții Carpaților, de unde încercară a-l îndupleca pe Vodă în favoarea și nesuccedîndu-le, trecură frontiera Transil-vaniei și se așezară lîngă Bistrița în țara Secuilor cu permisiu-nea principelui Mihai I Apafi (1661-1686), după ce promiseră dimpreună cu episcopul lor, că se vor uni cu biserica latină."
Unii dintre armenii refugiați în Transilvania aveau să se înapoieze în Moldova. Marea majoritate, însă, s-a stabilit în principatul vecin, alcătuind acolo - cum se va vedea - o nouă comunitate. Imigrări în Moldova au mai avut loc în sec. XVI-XVII, cînd existența populației armene care-și pierduse statalitatea pe teritoriul patriei sale de baștină devenise nesigură și periclitată de năvăliri și stăpîniri străine. Din sec. XIX, cînd numărul total al armenilor ajunsese la 5.000, a început o diminuare a acestei populații, ca o consecință a scăderii comerțului în Bucovina ocupată de austrieci, în timp ce noua “Cale moldovenească” Lvov-Constantinopol era intens folosită de armenii din Moldova, al căror număr atingea cifra de 7.000, urmînd însă, și aici, să cunoască un declin.

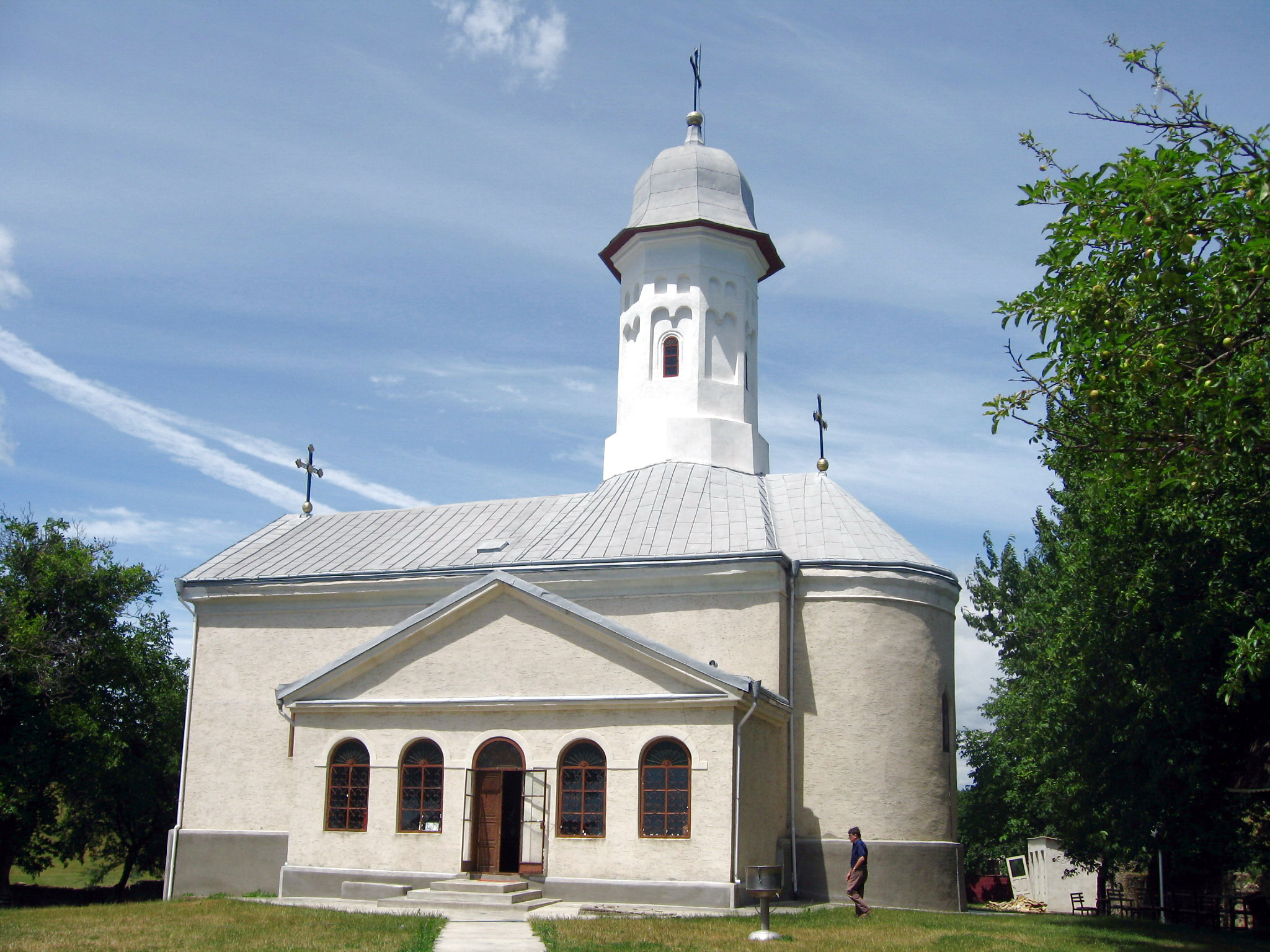
Mănăstirea Hagigadar din localitatea suceveană Moara

### Bucovina
În Bucovina (consacrăm acest subcapitol, practic, ținutului din nordul Bucovinei, aflat acum în afara hotarelor României), ca și în Moldova, armenii au venit în sec. XI din Asia Mică, trecând prin Crimeea și Galiția. Inițial, din punct de vedere religios, ei erau subordonați Lvovului, în 1401 au trecut la episcopia Sucevei, iar apoi au fost supuși Eparhiei Iașului. Armenii din Bucovina erau subordonați Catolicosului din Ecimiațin (Armenia) și Patriarhiei Armene din Constantinopol.
Centrele principale locuite de armeni în această regiune erau Cernăuți, Suceava și Siret. În aceste localități, ca și în alte orașe populate de ei, armenii aveau consilii de primărie alcătuite din 6-12 membri jurați aleși de comunitate, judecătorie și alte instituții. În celelalte localități, armenii aveau reprezentanți în primărie și în judecătorie. Principalele ocupații ale populației armene erau negoțul, meșteșugurile și agricultura. Din punct de vedere social, categoriile cele mai importante erau moșierii, negustorii, antreprenorii, funcționarii superiori de stat, slujbașii, zilierii și clericii. Moșierii, care formau cam un sfert din populația armeană, dețineau într-o vreme o treime din pământurile regiunii. De pildă, marele latifundiar Prunculian stăpânea, la începutul sec. XX, satele Liteni, Stejăroaia, Brăiești, Tolova, Corlățel, Măzănești, iar în Suceava avea o vilă. Alți mari latifundiari au fost Georges Capri, frații Andreas și Kristof Aritonovici, Asachevici, Bogdanovici, Bohosievici, Ștefanovici, Aivas, Zahariasevici, Zadurovici. Negustorii armeni aveau legături comerciale cu Viena, Lvov, Iași, unde duceau carne și bumbac, dar activitatea lor a fost tot mai mult limitată de legi îngrăditoare și de concurența evreilor. În atelierele armenești se produceau săpun, lumânări, mezeluri, brânzeturi, băuturi spirtoase, piei, medicamente, giuvaere. În schimb, se importau arme, țesături, mirodenii, aur.
Viața internă a comunității era coordonată printr-un statut aprobat de autorități și care asigura existența autonomă a obștii. Organele de conducere a comunității erau Marea adunare, alcătuită din 12 membri, și epitropia alcătuită din 7 membri. Adunarea era convocată o dată pe an, când asculta darea de seamă a epitropiei și aproba bugetul. Președintele epitropiei era și președintele Adunării. Neavând un eparh propriu, comunitatea era condusă din punct de vedere spiritual de Patriarhia armeană din Constantinopol. În Cernăuți, funcționa o filială a Uniunii Generale Armene de Binefacere, iar unele focare de cultură porneau din inițiative particulare: așa erau colecția de arheologie a familiei baronului Capri din Iacobești și bogata bibliotecă a familiei Popovici din Vatra Dornei. Tot ca o acțiune de binefacere, în 1879 în Cernăuți se înființase Școala catolică episcopală “Isahachian” pentru orfanii din Bucovina, Basarabia și Galiția. Când, în 1895-1896, sultanul Abdul-Hamid al II-lea a declanșat masacrarea armenilor din Imperiul Otoman, cavalerul Warteres von Prunkul, conducătorul coloniei din Cernăuți, locțiitor de primar și membru în Consiliul orășenesc, s-a adresat împăratului Austro-Ungariei, rugându-l să expedieze ajutoare pentru supraviețuitori. Alte personalități armene care au devenit funcționari înalți în administrația locală au fost Petrovici, cel dintâi primar din Cernăuți, al cărui nume l-a purtat o stradă din oraș, Hovhannes Cojocar -prefect de Humor, Mosia Tosacrațki și Ceaikovski - membri în Parlamentul austriac. 
După alipirea, în 1774, la Austria a Bucovinei, privilegiile acordate armenilor, ca element util statului, de către Guvernul austriac au dus la sporirea numărului armenilor. Un stimulent similar îl constituise avertismentul pe care Grigore Ghica Vodă îl dăduse la 14 aprilie 1737 starostelui de Cernăuți, să nu-i persecute pe negustorii armeni veniți din Țara Leșească. Iar în 1786, cînd împăratul Iosif II a unit Bucovina cu Galiția, și Suceava a fost declarat oraș comercial liber, în acest centru al armenilor din Bucovina negoțul a luat avânt și numărul armenilor a crescut până la jumătatea sec. XIX.
La începutul sec. XIX, din cei 1.200 armeni bucovineni, în Suceava ei aveau 200 case, în Cernăuți 30, iar în Siret - 10. La mijlocul veacului, numărul caselor se triplase. În 1864, în Bucovina trăiau 1.000 familii, adică 5.000 inși, dar un deceniu mai târziu numărul lor scăzuse la 1.710. Începând de la sfârșitul secolului trecut, numărul armenilor s-a micșorat vertiginos. În 1909, din totalul de 124 familii, în Cernăuți locuiau 57 (300 persoane), în Gura Humorului 15, în Rădăuți 6, în Vatra Dornei 2. În 1932, în Bucovina nu mai existau decât 300 de armeni.
Primii armeni stabiliți în Cernăuți au venit în 1418 din Polonia și din alte regiuni, iar datorită negoțului practicat de ei, pentru care primiseră drepturi de la Ștefan Tomșa II în 1614, Cernăuțiul, care fusese doar un mic târg, a devenit centru comercial. Preotul Minas Pjșchian scria că în Cernăuți se aflau numeroși armeni negustori, care aveau două biserici. În 1740, când cele două biserici construite de armeni au ars în incendiul care a mistuit orașul, armenii formau jumătate din populație. Iar în 1774, când Bucovina a trecut sub stăpânire austriacă, comunitatea armeană a sporit cu imigranți din Moldova și din Bulgaria. Biseria armenească din Cernăuți, construită în 1870-1875 cu hramul lui Grigor Lusavorici ca lăcaș de rit catolic, a fost clădită după proiectul lui Jozef Hlavka, arhitect și om de știință ceh, întemeietor și președinte al Institutului tehnic din Brno, președintele Academiei cehe de științe filologice și de artă. Cu o arhitectură tipic armenească, din cărămidă în locul materialului tradițional armenesc, piatra, care lipsea pe plan local, ea este actualmente monument istoric și utilizată, după restaurare, ca sală de concerte cu o orgă cehească Rieger-Kloss, care valorifică acustica de excepție a incintei.

### Basarabia și implicit Transnistria

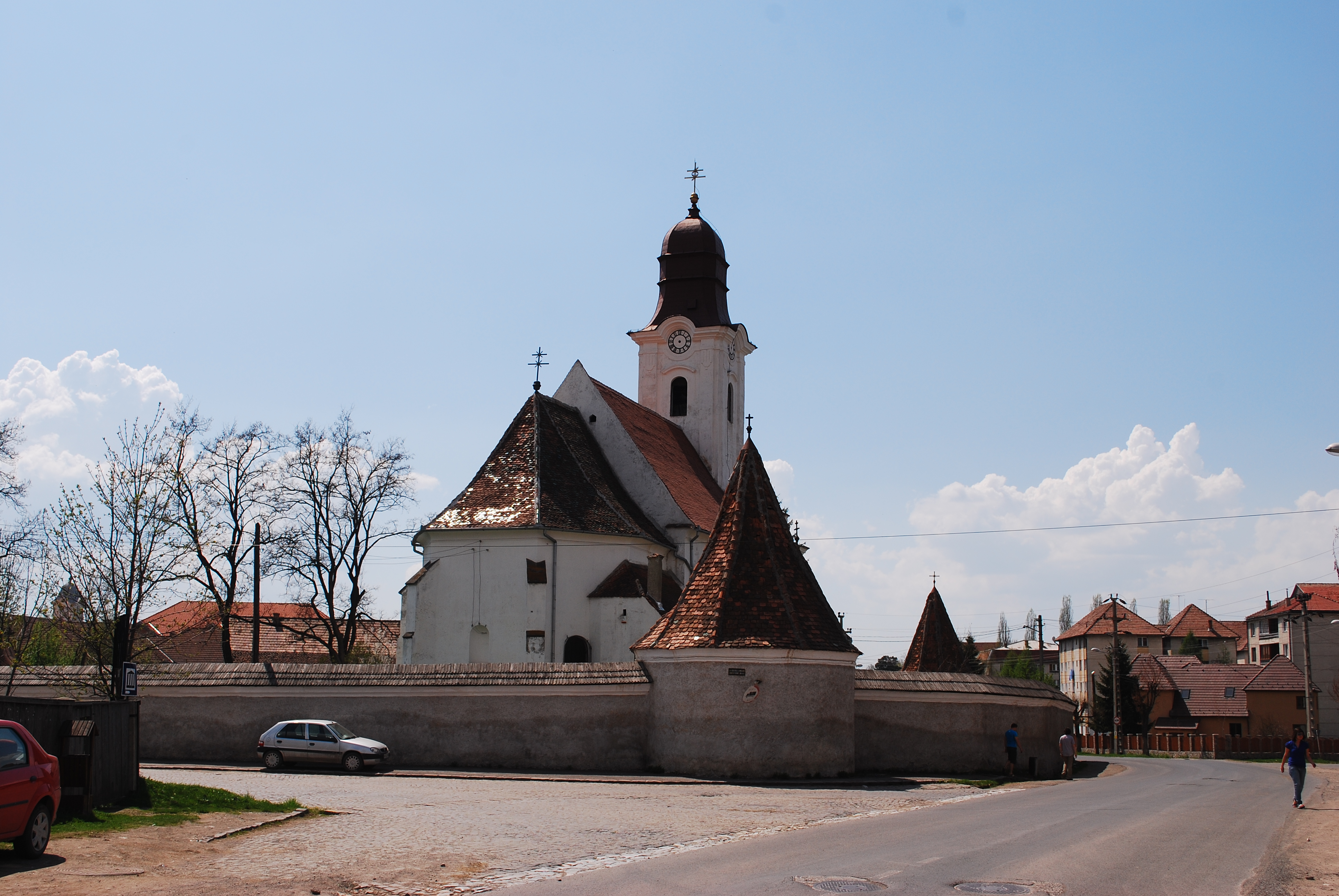
Biserica armenească din Gheorghieni

După cum am arătat, cele mai vechi mărturii ale prezenței armenilor pe pămîntul românesc provin din Basarabia: piatra tombală din anul 967, inscripția religioasă din 1174, biserica din sec. XII din Cetatea Albă. Prin Basarabia s-a făcut accesul în Moldova al armenilor emigrați din Asia Mică, iar evoluția ulterioară a comunității din Basarabia s-a împletit cu cea a comunității din Moldova, de vreme ce aceste două provincii românești au avut o istorie comună, încît datele privindu-i pe armenii din Basarabia vin doar să le completeze pe cele consemnate pentru armenii din Moldova.
Etapele principale ale stabilirii armenilor în Basarabia au fost cele din 1342, 1418 și 1616, aceștia așezîndu-se aici înaintea rutenilor și lipovenilor. Este interesant că, dacă după cucerirea Constantinopolului, unde a găsit o colonie armenească în cartierul genovez Galata, organizată încă din sec. XII, sultanul Mehmed Fatih a adus din alte părți ale Asiei Mici și din Caffa numeroase familii de armeni care să contribuie la dezvoltarea noii capitale, după el sultanul Baiazid a mai exilat în Constantinopol armeni din Chilia și Cetatea Albă, ocupate de el, astfel încît nucleul coloniei armenești din Constantinopol l-a constituit elementul armean provenit direct sau indirect din Crimeea.
Inițial, armenii basarabeni au fost dependenți administrativ de eparhia din Lvov (Galiția), avîndu-și propriii clerici. Astfel, în 1699, misionarul Pidou îl găsește în Cetatea Albă pe episcopul Sahac.
Principalele centre din Basarabia populate de armeni au fost Cetatea Albă și Chilia, de unde, însă, în urma prigoanelor otomane din 1789, armenii s-au strămutat în Tighina, apoi în Dubăsari și în cele din urmă în Grigoriopol, oraș fondat în 1792 de arhiepiscopul armenilor din Rusia, Iosif Argutian, care îi păstorea și pe armenii din Moldova. Succesorul acestuia în fruntea eparhiei din Basarabia a fost arhiepiscopul Grigor Zakarian al armenilor din Moldo-Valahia, care însă, după Pacea de la București (1812), a fost nevoit să se mute la Chișinău, iar titlul i-a fost limitat la cel de arhiepiscop al armenilor din Basarabia, deși armenii din Moldo-Valahia au continuat să-i fie subordonați.
Eparhia armeană din Basarabia a fost întemeiată pe baza „Ogrăzii armenești“, un teritoriu în Chișinău, pe o suprafață de circa 25.000 stînjeni, atribuit de guvernatorul Basarabiei, în 1813, comunității armene. Inițial destinat Casei Episcopale, acest teren cuprins între străzile Alexandru, Regele Ferdinand (Kievskaia), Tighinei și Armenească a mai găzduit apoi biserica și casele parohiale. Față de celelalte confesiuni minoritare, cărora de asemenea li s-au acordat terenuri, armenii au obținut o suprafață mai mare, datorită numărului lor mai mare și chiar vechimii lor, deoarece în 1666, cînd Chișinăul era doar un tîrgușor, o bună parte a populație era alcătuită din armeni. Arhiepiscopia armeană din Basarabia a mai fost înzestrată cu proprietăți speciale, cum ar fi cele din Cetatea Albă și Ismail, precum și cu o moșie pe malul Nistrului, unde a obținut și dreptul de a pescui.
Cînd Basarabia a trecut la Rusia, locuiau acolo 400 familii de armeni, constituind un element important. Guvernul rus le-a dat privilegii: intrarea în serviciul statu-lui, obținerea gradelor de nobilime individuală. Curînd, armenii au devenit moșieri, industriași, negustori. În 1830, sporirea numărului de armeni în Nakhicevan (Rusia), Grigoriopol și în alte regiuni a impus înființarea Eparhiei Nakhicevanului și Basarabiei, care mai includea Moscova, Petersburgul, Novorossia, comunitatea din Basarabia păstrîndu-și, însă, un caracter autonom. În 1858, în Basarabia erau 2.725 armeni, din care 1.100 locuiau în Chișinău, alcătuind 2% din populația orașului.
Pentru instrucția armenilor, se simțea nevoia școlilor. Ideea fondării unui colegiu armenesc în noua eparhie s-a concretizat, în cele din urmă, prin înființarea unei astfel de instituții, precum și a unei tipografii, în Teodosia. Colegiul "Halibian", care a ființat în anii 1858-1971, a ins-truit armeni din diferite localități ale Basarabiei (Chișinău, Cetatea Albă, Hîncești, Bălți, Ismail), dar și din Moldova. Școli armenești elementare au mai existat pe teritoriul orașelor menționate, armenii au mai locuit în Soroca, Hotin, Tighina, Chilia, Căușani, Orhei, Armeni (cătun din județul Soroca).
Cît privește orașul Grigoriopol, el a fost întemeiat prin decretul din 25 iulie 1792 al împărătesei Ecaterina a Ru-siei, adresat lui Vasili Cahovski, primarul orașului Ecaterinoslav al armenilor, și consfințind voința cneazului Grigori Potiomkin, consilierul țarinei, de a se fonda un oraș armenesc între văile Cernea și Cernița, pe baza unui plan elaborat și pe cheltuiala statului rus. Denumirea orașului, călătorul Minas Pjșchianț o revendică de la numele lui Potiomkin, ctitorul localității, totuși episcopul Argutian, păstorul spiritual al armenilor, nota la 22 noiembrie 1791: „Am înaintat, spre a fi trimisă împărătesei o jalbă prin care rugăm să fie încuviințată așezarea poporului nostru într-un oraș înființat lîngă Dubăsari în numele Sfîntului Grigore Luminătorul, dăruirea unui teren îndestu-lător, scutirea vreme de 10 ani de orice biruri, împărțirea de alimente și locuințe celor săraci, administrarea noului oraș prin legile sale proprii și alte cereri arătate în 13 puncte“. În Grigoriopol s-au așezat armeni veniți din Ismail, Chilia, Căușani, Rașcov, noii locuitori primind de la țarul Pavel I dreptul de a-și practica propria credință religioasă, de a clădi lăcașe de cult, de a avea judecătorie specială, de a fi scutiți de dări, de a face comerț pe mare și pe uscat.
Iar în Dubăsari, unde armenii sunt semnalați de călătorul francez Charles de Peyssonel în 1787 (Traité sur le commerce de la Mer Noire, Paris), tot Iosif Argutian, cu sprijinul lui Potiomkin și Cahovski, a dispus să fie strămutați alți armeni, din Ismail, Chilia, Cetatea Albă, Căușani, Tighina, dându-le căruțe și alimente pentru instalare.
Comunitatea armeană din Basarabia s-a revigorat, sub influența celei din Moldova, într-un an crucial pentru Rusia, 1917, când s-a produs o renaștere a etniilor, dornice de autodeterminare. După o consfătuire a reprezentanților a 20 organizații obștești din Basarabia, Vlad de Herța a propus comunității armene să-și înființeze un organism de conducere națională, care să delege un reprezentant în parlamentul preconizat, Sfatul Țării. Acest reprezentant a fost Petre Bajbeu-Melikov, administrator al domeniilor Coroanei, iar apoi președinte al Zemstvei din Orhei. În această din urmă funcție, la întrunirea anuală din 18 martie 1918, el a exprimat dorința întregii adunări, de unire a Basarabiei cu România, dar n-a putut fi prezent la ședința Sfatului Țării care a proclamat solemn Unirea. După exemplul armenilor din Moscova, la începutului lui decembrie 1917, în Chișinău, reprezentanții armenilor basarabeni de toate confesiunile (apostolici, ortodocși, catolici, protestanți) au înființat un organism de apărare a intereselor naționale și materiale ale etniei, NaCoBa (Comitetul Național al Armenilor din Basarabia), condus de avocatul Mitridat Muratov și activînd pe secții speciali-zate. Comitetul a organizat ajutorarea refugiaților armeni din Turcia și a înființat un liceu armenesc particular, care a facilitat elevilor basarabeni trecerea de la programul rusesc la cel românesc. Ca organism central de conducere a comunității, NaCoBA a obținut, la 13 noiembrie 1920, un Decret Regal prin care i se încredința formal administrarea Ogrăzii Armenești, întărindu-se astfel drepturile comunității și persoana ei juridică. Din nefericire, anul următor, pe baza interpretării incorecte a Decretului-lege „Reforma agrară“, Ograda a fost expropriată în mod abuziv, lăsîndu-se comunității doar sediul arhiepiscopiei.
Populația armeană din Basarabia a scăzut treptat, puținii armeni rămași după al doilea război mondial s-au asimilat,de altfel, în lipsa școlilor, care n-au mai funcționat, și a bisericilor, care au fost închise, viața comunitară s-a stins. Abia în ultimii ani, când numeroase familii din Armenia au venit și s-au stabilit în special în Chișinău, viața comunitară a renăscut și s-a animat. Cei circa 3.000 armeni integrați, astăzi, vieții sociale și sistemului economic al Republicii Moldova formează o nouă comunitate, dispusă a-și avea propria evoluție. Biserica armenească din Chișinău, utilizată după 1940 ca depozit, a fost cumpărată de aceștia de la Oficiul local de turism, care devenise proprietarul ei, apoi renovată, tot cu mijloacele comunității, iar la 19 iunie 1993 i s-a făcut noua tîrnosire de către Șeful Eparhiei Moscovite și Nakhicevanului, în prezența înaltelor oficialități moldovene și a altor invitați, urmînd să fie slujită de un preot repartizat în acest scop de la Patriarhia Armeană din Ecimiațin.
În această biserică este înmormîntat, adus cu mare pompă de la moșia sa din Hîncești, unde murise în 1817, Manuc Bei Mîrzaian (Emanuel Mîrzaian), figura cea mai remarcabilă a comunității armene din Basarabia. Familii importante înrudite cu cea a lui Mirzaian au fost Deleanovii (Delanian), Ohanovii (Ohanian), din care au făcut parte mari boieri, dregători, moșieri. Alte familii de armeni basarabeni, care au dat personalități reputate, au fost Pruncu, Lebedev, Anuș, Muratov, Goilav, Cerkez, Asvadurov, Popovici, Alaci, Marcarov și alții. Dintre aceștia unii aparțineau armenilor catolici care, plecînd din Polonia spre Moldova, au trecut din Galiția în Basarabia, unde s-au împroprietărit ca agricultori. Așa au fost familiile Oganovici, Antonevici, Șimonovici, Casperovici, Ambrajevici etc, dintre care unele - Oha-novici, Lusahanovici - au revenit, după ce fuseseră convertite la catolicism, la credința ortodoxă originară.
Armenii catolici din Basarabia provin din Polonia. Acolo, mai exact în Galiția, armenii se așezaseră în sec. XIII. În 1270, Lew Daniil, după ce a reconstruit Lembergul, a dus în noua localitate armeni. La rîndul său, Kazimir, organizatorul statului polon, i-a protejat pe armeni văzînd în ei negustori cinstiți și destoinici. În 1365, aceștia au fost înzestrați cu drepturile magdeburgheze, adică au obținut privilegiile cetățenilor germani. Probabil că atunci au trecut armenii la catolicism, căci în 1367 au fost gratificați cu o chartă care le dădea dreptul să aibă serviciu religios în armată și stabilea sediul episcopatului lor la Lemberg. Nemulțumiți, însă, de legile teutonice, în 1379 armenii au cerut reginei Edwiga să fie scoși de sub jurisdicția legilor străine și să rămână sub protecția celor vechi, ceea ce li s-a acceptat. Când și-au sporit averile și s-au înmulțit ca număr, mare parte din armenii din Polonia au trecut în Basarabia, unde și-au clădit o biserică, în Hotin, și au format o colonie și în Bălți.

### Transilvania
Sub regii Ungariei András II, care la începutul sec. XIII a încheiat o alianță militară cu Armenia Ciliciană, și Béla IV, care în 1243 le-a confirmat privilegiile, armenii posedau în Transilvania mănăstiri și teritorii proprii, consemnate ca atare (Monasterium Armenorum, Terra Armenorum) într-un hrisov din 1281 al lui Ladislau IV, care a donat aceste proprietăți Congregației Augustinilor, probabil ca urmare a scăderii numărului armenilor. Două sigilii găsite la Tălmaci, lîngă Sibiu, unul cu o inscripție din 1343, "Martini Episcopi Armenorum de Tolmachy" (despre care Hasdeu presupune că ar fi acel "Episcopus Argensis" menționat în 1332 la Argeș ca episcop catolic al armenilor așezați acolo și apoi plecați în Transilvania) și celălalt cu inscripția "Sigillum parochiae Armenorum", dovedesc existența încă din sec. XIV a unei parohii armenești conduse de un episcop.
În 1399, Papa Bonifaciu IX a întreprinse convertirea la catolicism a locuitorilor greci, români, bulgari și armeni din Brașov, aflați acolo în număr mare și avîndu-și bisericile lor. Ștefan Pascu, în Voievodatul Transilvaniei (Cluj, 1979), arată că "peste două decenii ordinea înșiruirii locuitorilor necatolici era modificată, locul întîi fiind ocupat de români, după care urmau armenii, bulgarii și grecii".
Cronicarul maghiar Benkö, în Milkovia, vorbește de prezența armenilor în orașul Sibiu, unde, în 1447, exista și un protopopiat armean. Iar compatriotul lui, András Veres, semnalează armeni și în Bistrița începînd din sec. XVI. Iorga menționează, de asemenea, negustori armeni în Alba Iulia prin 1678, precum și în Făgăraș. Invazia regelui polon Albert în Moldova (1497), urmată de persecuții și oprimări, a făcut ca 700 de familii de armeni să fugă din Suceava în Transilvania, Ungaria și Galiția. La acestea trebuie adăugate cele cîteva sute de familii refugiate după prigoana din 1551 și după răscoala lui Hîncu. Abia în sec. XVII, însă, prezența armenilor în Transilvania este de masă. În 1654, un grup de armeni moldoveni, sub conducerea lui Mardiros Gandra și a fraților Azbey, a migrat în principatul vecin, dar din cauza frămîntărilor politice aceștia au fost nevoiți să se înapoieze, o parte stabilindu-se pe hotarul de răsărit al localității Gheorgheni. Dintr-un manuscris armenesc copiat în 1647 la Marosvásárhely (Tîrgu-Mureș), reiese că în prima jumătate a sec. XVII acest centru comercial era populat cu armeni.
Cele două războaie turco-polone, duse pe teritoriul Moldovei în 1672 și 1683, avînd drept consecință diminuarea comerțului, au constituit încă un factor determinant pentru emigrarea armenilor în Transilvania. Pe de altă parte, numeroși armeni din Moldova imigrați în Polonia, fiind siliți de autoritățile locale să se convertească la catolicism, s-au refugiat în Transilvania, în speranța că vor reveni în Moldova. Cum speranța aceasta nu s-a împlinit, 3.000 de familii armenești conduse de episcopul Minas Zilihtar al Sucevei – pe care l-am găsit citat anterior - au rămas definitiv în Transilvania, invitate de principele Mihail Apafi să se stabilească la Bistrița, Gheorgheni, Miercurea-Ciuc, Petelea, Șumuleu, Alba-Iulia etc. Printr-o Chartă dată la 1680, acesta le-a acordat autonomie și drept la comerț liber, la exercitarea meșteșugurilor, la alegerea de judecători proprii, în scopul de a se da un impuls nego-țului și meseriilor decăzute din cauza războaielor cu turcii.
Integrați economiei transilvănene, armenii constituiau, în sec. XVIII, cel mai însemnat factor comercial din răsări-tul Imperiului austro-ungar. Negustorii armeni exportau îndeosebi vite și lemne în Europa occidentală, iar mește-șugarii se organizaseră în bresle de lăcătușerie, blănărie, argintărie, dantelărie, măcelărie, covoare. Printre cele dintîi manufacturi înființate în sec. XVIII s-au aflat cele de piei din Gherla și de lumînări din Dumbrăveni. În ajunul revo-luției din 1848, la care armenii au participat activ cu forțe militare competente, populația armeană din Transilvania număra 20.000 de suflete, încît istoricul maghiar Kövári scria că abia dacă există vreun sat sau oraș în care să nu existe armeni. Drepturile și privilegiile armenilor au fost, însă, treptat, limitate de austrieci, iar pămînturile cumpărate de ei au fost declarate „proprietăți regale“. Armenii așezați de-a lungul vremii în Transilvania au fost catolicizați, acțiune inițiată în 1684 de clericul armean catolic Oxendius Vărzărescu, originar din Botoșani și numit vicar episcopal în principat. Extinderea dominației austriece asupra Transilvaniei se făcea și prin propaganda catolică, pentru ca monarhia să se consolideze cu ajutorul bisericii împotriva elementelor reformate și a populației române greco-ortodoxe. Convertirea la catolicism a armenilor transilvăneni nu era agreată de principele Apafi, care era protestant și astfel își pierdea influența. Încercarea lui de a-i lua pe armeni sub protecția sa a eșuat. În schimb, cum guvernul austriac condiționa obținerea de pămînturi și dreptul de a avea orașe autonome cu trecerea la catolicism, armenii au fost nevoiți, în cele din urmă, să cedeze.
Conchizînd, așa cum face și istoricul Suren Kolangian, trecerea armenilor din Moldova în Transilvania a fost determinată de un complex de împrejurări: politica de impozitare grea a lui Duca-Vodă, mișcarea lui Hîncu împotriva domnitorului, devastările produse de trupele tătare trimise de turci asupra rebelilor și, pe fondul acestora, războaiele sistematice turco-polone. Această migrare, care a avut loc în mai multe etape, de-a lungul unei perioade de timp îndelungate, trebuie explicată, așadar, printr-o multitudine de cauze, fiecare cu rolul său propriu.
În Transilvania, episcopul Auxențiu Vărzărescu, care a condus acțiunea de catolicizare a armenilor stabiliți aici, a întemeiat în 1700 localitatea Armenopolis, lângă fostul castel Martinuzzi, unde armenii locuiau încă din 1672. Cu aprobarea împăratului Leopold de a construi orașul armenesc Gherla, obținută personal de la Viena în schimbul sumei de 25.000 florini, clericul armean a fost cel dintîi care și-a clădit o locuință și a ridicat o capelă, primii locuitori fiind 70 de familii armenești expulzate de sași din Bistrița. Armenopolis, edificat pe terenuri cumpărate de armeni, după proiectul arhitectului Alexanian chemat în acest scop de la Roma, cu patru bulevarde paralele întretăiate de străzi perpendiculare cu deschidere spre Someș, cu o piață centrală și cu un cartier industrial, a fost singurul oraș din Imperiul austriac construit după un plan. În Gherla, care a devenit un important centru comercial și manufacturier din Transilvania, contribuind prin legăturile sale externe la dezvoltarea economică a principatului, s-au stabilit 3.000 de familii armenești.
Al doilea oraș intens populat de armeni a fost Elisabethopolis (actualul Dumbrăveni), unde exista o colonie armenească din 1658. Ambele localități au fost declarate în 1799, prin decrete imperiale, „orașe regale libere“, iar locuitori-lor armeni catolici li s-au acordat privilegii, permițîndu-li-se să se autoadministreze, să aibă tribunale și legi proprii.
Armenii transilvăneni s-au mai așezat la Gheorgheni, Frumoasa, Cluj, Sibiu, Brașov, Oradea, Arad, Aiud, Bistrița, Alba Iulia, Reghin, Abrud, Năsăud, Odorhei, Sfîntu Gheorghe, Tîrgu Secuiesc, Deva, Carei, Ditrău, Joseni, Remetea, Lăzarea, Toplița, Suseni, Gurghiu.
Este foarte probabil ca armenii emigrați din Moldova să fi adus cu ei în Transilvania, pe lîngă tradițiile și obiceiurile specifice, forme de administrare autonomă, pe care le-au aplicat îndeosebi în localitățile fondate de ei. Bunăoară, prin decret imperial era interzis străinilor accesul în orașele armenești, dacă nu aveau permis de liberă trecere semnat de municipalitate sau de primar. Această autonomie s-a concretizat prin înființarea unei Companii armene, care făcea legătura dintre coloniile armenești, în special cele din Gherla și Dumbrăveni. Încă din 1689, ea își avea propriul jude cu trei asistenți, care controlau încasarea dărilor și urmăreau executarea decretelor princiare. Ulterior, această atribuție a fost transferată municipalității din Dumbrăveni și judelui acesteia, puterea lor exercitîndu-se asupra tuturor armenilor transilvăneni, cu excepția celor din Gherla, care se autoadministrau. Municipalitățile din Ghergheni și Frumoasa, subordonate celei din Dumbrăveni, erau conduse de un jude echivalent cu primarul (birău). Puterea lui a fost limitată progresiv de consilierii săi, iar din 1757 au fost create sutele conduse de un sutaș, dependente de municipalitate și avînd rolul de intermediar între aceasta și populație. Treptat, aceste organe de autoadministrare, create la cererea locuitorilor, au devenit instituții guvernamentale cu componență electivă și remunerată. În orașele transilvănene intens populate de ei, armenii, care, pe lîngă primarul și sfatul de bătrîni ales de ei, își aveau tribunalul condus de primar, judecau aici pricinile după primul cod civil armean, cel al lui Mkhitar Goș (sec. XIII).

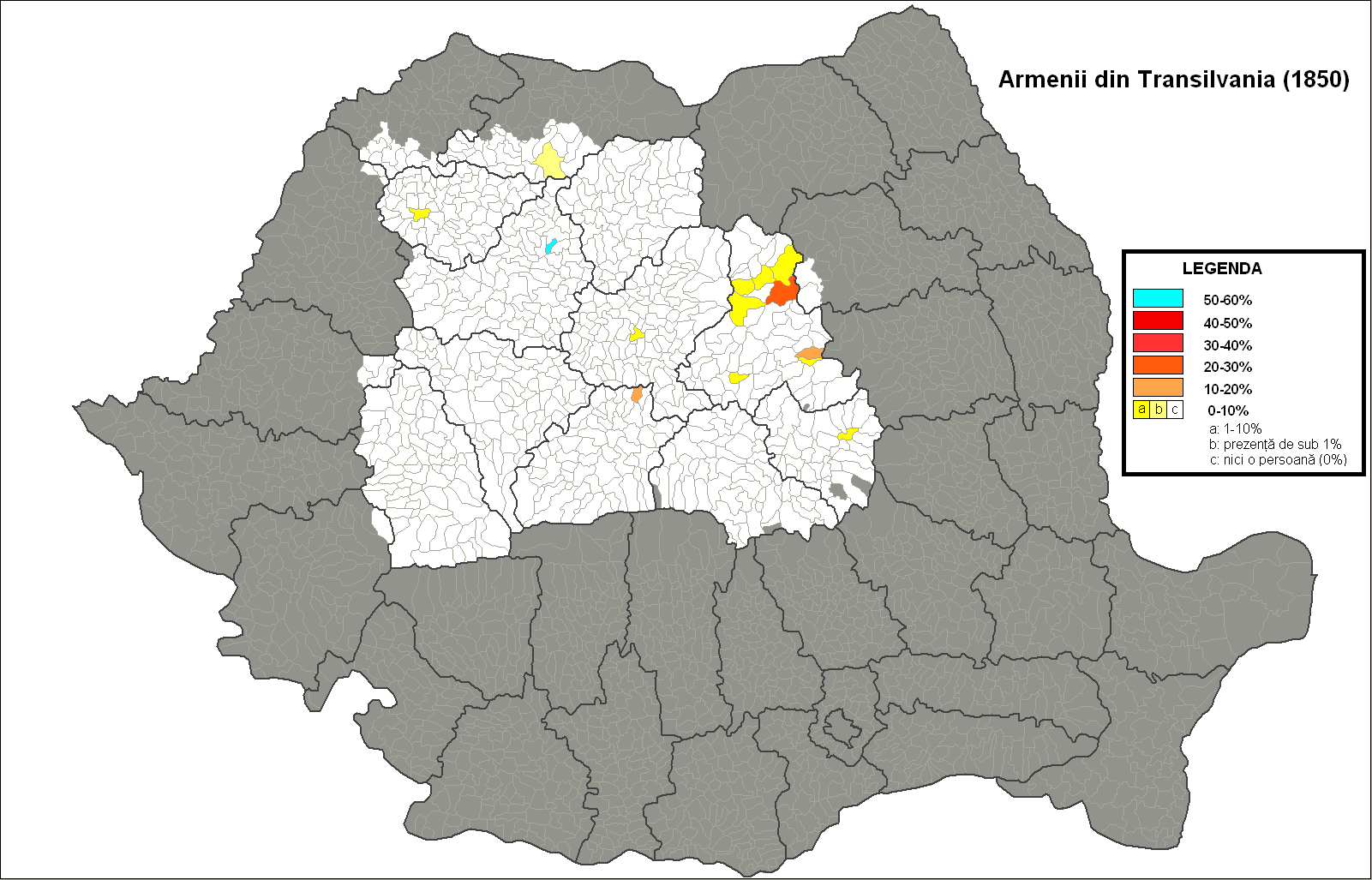
Armenii din Transilvania (1850)

Armenii transilvăneni au adus o contribuție majoră la dezvoltarea comerțului internațional. Dacă împăratul Franz Joseph II îi aprecia pe cei din Dumbrăveni ca fiind „foarte importanți pentru mine prin comerțul lor", savantul francez Frédéric Macler nota în Raport sur une mission scientifique en Roumanie (Paris, 1930): "Gherla a devenit un centru comercial și industrial dintre cele mai importante", iar Vlad Bănățeanu afirma: "Datorită comerțului cu Occidentul și cu Țările Române, Gherla a contribuit la prosperi-tatea Transilvaniei". T. Chindea, în Contribuții la istoria românilor din Giurgiul-Ciucului (Gheorgheni, 1930), îl citează pe Kölönte, care spune că, datorită armenilor, "Gheorgheni este, nu numai în trecut, dar și astăzi, centrul principal al comerțului și industriei din toată regiunea Ciucului". Cele patru principale colonii armenești din Transilvania aveau bresle de meșteșugari, numite frății, dintre care în sec. XVIII au apărut primele manufacturi de tip capitalist, cele mai importante fiind cea de pielărie din Gherla și cea de lumînări din Dumbrăveni. Și la Gheorghieni meseriașii armeni au deținut un rol de căpetenie, mai ales berarii, rachierii, blănarii. Frățiile armenești, de natură laică, au conservat tradițiile naționale și au îndeplinit, de asemenea, un rol social, îngrijindu-se de cei săraci și de instrucția școlară a copiilor acestora. Frăția Voinicilor din Gherla, menționată prima oară în 1714 și avînd un statut conceput probabil de Vărzărian (Vărzărescu), era implicată în viața comunitară și participa la ceremonii religioase și sărbători. În a doua jumătate a secolului XIX majoritatea amenilor au fost maghiarizați.

### Țara Românească
Formată mai târziu decât comunitățile armene din Moldova și Transilvania, cea din Valahia are o istorie mai nouă și, implicit, mai sumară, beneficiind, în schimb de o vitalitate sporită. Ea s-a coagulat, în principal, datorită emigrărilor din Asia Mică, începute în sec. al  XVI-lea. Revolta generalilor din armata otomană, în 1598, în unele provincii din Armenia răsăriteană a determinat mase mari de populație să se refugieze în Serbia, Polonia și Muntenia. Un episod similar, în 1600, soldat cu devastarea localităților, a izgonit alți armeni spre Țările Române. Năvălirile persane și o secetă teribilă au dus, în 1602-1607, la o altă migrație în masă din Asia Mică. Familiile armenești venite în secolele XVII-XIX din Bulgaria au mărit comunitatea din Valahia. Fluxul cel mai recent și din care se trag actualii componenți ai coloniilor din sudul țării datează de la sfârșitul secolului trecut, când armenii au fugit de masacrele hamidiene din Constantinopol și din provinciile otomane, dar mai cu seamă de la începutul deceniului al treilea al secolului XX, când supraviețuitori ai genocidului din 1915 au găsit adăpost, printre cele dintâi cămine ospitaliere, în România.
Dacă se cunoaște doar cu aproximație data stabilirii armenilor în București, prin anii 1400-1435, se știe totuși că prima lor biserică a fost fondată în 1581. D. Caselli în „Gazeta Municipală” din 19 august 1934 făcea un prețios excurs istoric: „Și în adevăr, pe acea vreme când li s-a dat armenilor afară din oraș să-și facă biserică și case, cea din urmă mahala a Bucureștilor spre Târgul de Afară era mahalaua popei Hierea, care pe atunci era bariera orașului. Armenii s-au așezat dincolo de bariera orașului - la ce vreme, noi nici până azi nu știm bine - și au început să-și clădească case. Documentele ne glăsuiesc în 1772 de un Pod al Armenilor, care mai târziu ia numele de Ulița Armenească. Iată un cîntec popular în care este cântată Ulița Armenească. Cântecul începe astfel: «Pe Ulița Armenească/ Este o curte boierească/ Dar într-însa cine este?». Mahalaua armenească este pomenită în documentele veacului al XVII-lea și are case boierești, după cântecul de mai sus. Ea se întindea între Mahalaua Olari, întemeiată mai târziu, pe la 1793, unde se aflau așezați olarii care aduceau oale din Cîmpulung și d-aiurea, Mahalaua Popei Hierea și Mahalaua Caimata, vecină cu Podul Armenilor și cu biserica Armenească. „În cursul măcelului turcesc din 13 noiembrie 1593, pe podul Tîrgului de Afară (Calea Moșilor), au fost uciși, printre alții, câțiva evrei și armeni, iar într-o năvălire a bandelor otomane, din 1769, a fost jefuită și biserica armenească. În orice caz, hrisovul lui Mihai Racoviță din 15 februarie 1742 îngăduia armenilor din București să-și clădească o biserică pe strada Săpunarilor. Același domnitor poruncea la 11 februarie 1743: „Tuturor armenilor cîți sunt așezători aici în orașul Domniei mele în București, și cîți vor fi cu prăvălii de vînd marfă și se vor fi hrănind cu ver ce fel de meșteșug în acest tîrg să fie în pace și nesupărați de fumărit".
Și în Țara Românească armenii și-au avut breslele lor. O mărturie găsim în descrierea alaiului de întâmpinare a lui Alexandru Ipsilanti la intrarea în București, la 3 februarie 1775, când sunt menționați, printre alții, „cîțiva din breasla armenilor și cu steagul său”. Același Ipsilanti îi va recunoaște pe armeni ca formând o singură breaslă. Iar domnitorul Mihail Șuțu, prin pitacul său din 23 decembrie 1791, îl confirma pe starostele armenilor din București, „ca să aibă a fi staroste și purtător de grije, breslii aceștia, să judece pricinile ce vor avea dînșii armean cu armean, și după alegerea lor să-i îndrepteze, iar pe pricinele mai mari și care nu se vor odihni pe alegerea ce le va face starostea, pe aceia să-i trimiță la cămara Domniei mele și la toate, atît pentru breaslă, cît pentru dînsul, să urmeze după vechiul obicei, precum s-a urmat și mai nainte, după cuprinderea privilegiurilor și cărților domenști ce au avut și mai nainte, cari s-au văzut de Domnia mea și în condicele Divanului, pentru care poruncim Domnia mea tuturor celor ce țineți legea armenească, să aveți a-l ști de staroste al vostru și să-i dați cuviincioasă supunere și ascultare”. În Matca de numele tuturor companiilor țării alcătuită pe județe și orașe, din 1820, în fapt un catalog al breslelor, armenii erau menționați cu a 12-a companie din București și a 15-a din principat. La 22 septembrie 1820, Alexandru Șuțu Vodă a dat armenilor o Carte domnească de reorganizare a breslei lor, care putea alege, astfel, patru epitropi, aceștia la rândul lor, alegînd un staroste și împreună „să dea chezășie la Domneasca vistierie, cum că vor răspunde la vreme cuviincioasă dăjdiile, ce vor eși asupra breslei armenilor”. Epitropii și starostele vegheau asupra disciplinei din breaslă și făceau dreptate în cazul unor conflicte între armeni. În 1821, față de 187 breslași români în Capitală, se înregistrau 37 armeni. Era vestit, de pildă, în epocă, starostele brutarilor din București, armeanul Babic, care cocea jimbla în coltuce, de unde se încetățenise zicala „coltuc de la Babic”.
În ședința din 25 octombrie 1857 a Adunării ad-hoc, Mihail Kogălniceanu afirma: "În Țara Românească nu numai că libertatea culturilor este mai mare, dar chiar și driturile politice sînt mai întinse; spre pildă, armenii au drit a cumpăra moșii". Manuc bei Mirzaian avea, pe lîngă proprietățile din Capitală, numeroase moșii în județul Ilfov, cum erau satele Popești-Manuc și Mănucul. Iar în afară de vestitul han al aceluiași Manuc, în București au existat și alte hanuri aparținînd unor armeni: hanul Cîmpineanu, proprietate a fraților Petre și Ioan Serafim (1832-1846), hanul lui Slaison Armeanul (începutul sec. XIX), hanul negustorului Simon (1870-1889), hanul lui Grigore Caacaș (1870-1880).
Cînd în timpul domniilor fanariote, elementul armean a fost supus la restricții, în favoarea negustorilor greci, armenii au început să se afirme ca zarafi și chiar negustorii dădeau împrumuturi, uneori și domnitorilor, cu sume importante intrate în vistieria țării. Alți negustori au devenit furnizori domnești, iar unii se ocupau cu arenda. Mulți armeni, neputînd face față persecuțiilor fanariote și concurenței grecești care acaparase comerțul și industria Valahiei, au emigrat în Transilvania, unde armenii aveau o situație foarte bună.
În alte localități din Țara Românească, negustorii armeni nu aveau dreptul să deschidă prăvălii decît dacă plăteau bir la vistieria domnească sau la compania negustorilor locali. Așa prevedea, de exemplu, hrisovul domnesc din august 1803 pentru armenii și evreii din Rîmnicu-Vîlcea, dar și pentru „neguțătorii creștini cari nu vor fi cu bir la această companie”. O dispoziție similară găsim în hrisovul din 29 februarie 1804, adresat companiei orașului Craiova și în care neguțătorii creștini, inclusiv armenii, erau acceptați doar dacă erau „pămînteni”, iar dintre străini, numai cei care făceau comerț cu ridicata.

### Alte regiuni
Pe lângă aceste orașe, armenii din provinciile sudice ale viitoarei Românii mai erau stabiliți în Timișoara, Slatina, Turnu-Severin, Curtea de Argeș, Cîmpulung, Aref (toponim „suspectat“ de a fi de origine armeană, de la arev = soare) Pitești, Ploiești, Târgoviște, Giurgiu, Buzău, Urziceni, Tulcea, Medgidia, Babadag și îndeosebi în Constanța, unde se așezaseră la sfârșitul sec. al XVII-lea, fugind de năvălirea lui Tahmaz Șah în Asia Mică, pentru a veni în număr mai mare la începutul secolului nostru, astăzi formând a doua mare colonie a armenilor din țară, după cea din București. Pe fostul teritoriu românesc al Dobrogei (Cadrilater), armenii au avut colonii puternice la Silistra și Bazargic. 
În toate cele trei provincii românești, au ființat Companiile Armenilor, organe civile de reglementare a problemelor comercianților și meseriașilor armeni, precum și a relațiilor dintre coloniile armenești și administrația românească. Pe lângă breselele și frățiile meșteșugarilor, au fost înființate organizații obștești și culturale la Iași, Suceava, Bacău, Roman etc. În 1868, la Iași a fost creată Societatea „Azkasiraț“ („Patrioților“), cu filiale la Botoșani, Bacău, Roman, Târgu-Frumos, Tecuci, având ca scop conservarea identității naționale și ajutorarea școlilor armenești. Mai multe asemenea organizații obștești au ființat în București: „Ser hanun Isusi“ („Dragoste în numele lui Isus“ - 1833), „Hairenasiraț îngherutiun“ („Asociația patrioților“- 1837), „Ararat“ (1838) „Usum-nasiraț îngherutiun Ararat“ („Asociația de studii Ararat“ - 1843), „Usumnasiraț îngherutiun“ („Asociația de studii“ - 1871), „Armenia“ (1879), „Ararat“ (1886), „Arax“ (1901), „Arevdragan îngherutiun“ („Asociația comercială“ - 1903), Colectivul teatral „Sokhag“ („Privighetoarea“ - 1911), „Mangaser dignanț miutiun“ („Uniunea femeilor iubitoare de copii“ - 1912), „Crucea Roșie Armeană“ (1920), „Asociația Tinerilor Armeni“ (1920), Biblioteca „Ararat“ (1921).

## Situația prezentă

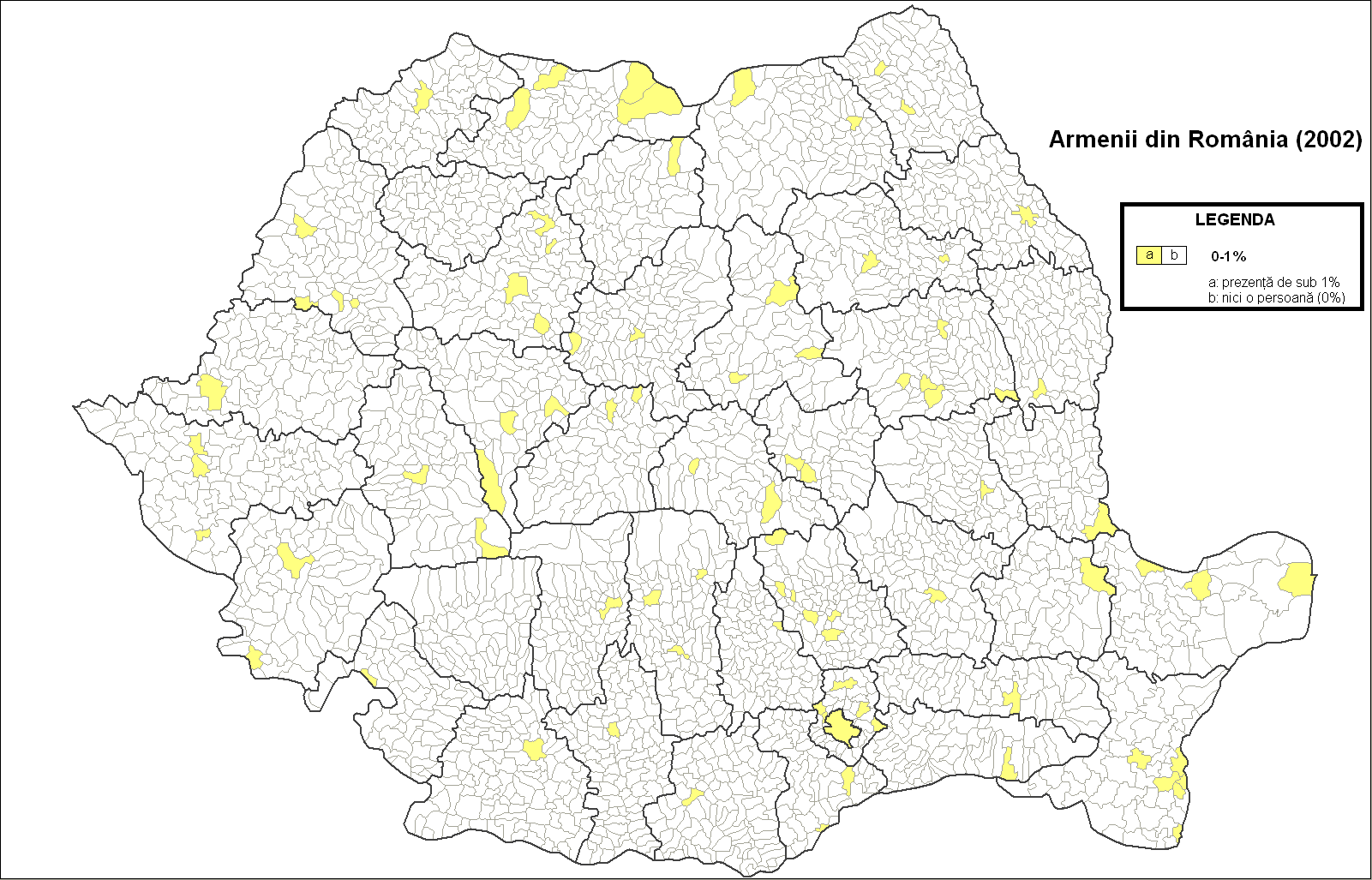
Armenii din România în anul 2002

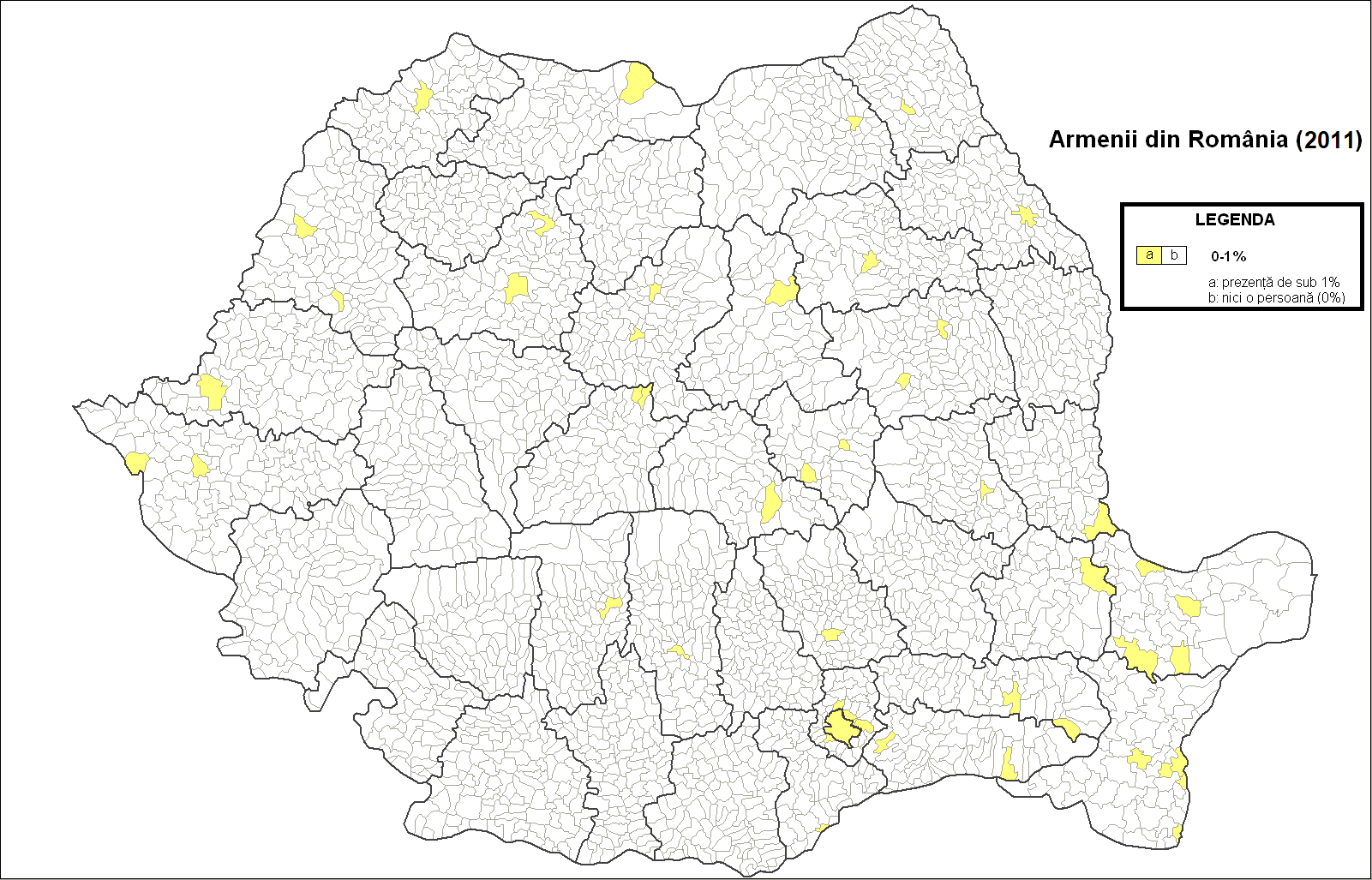
Armenii din România în anul 2011

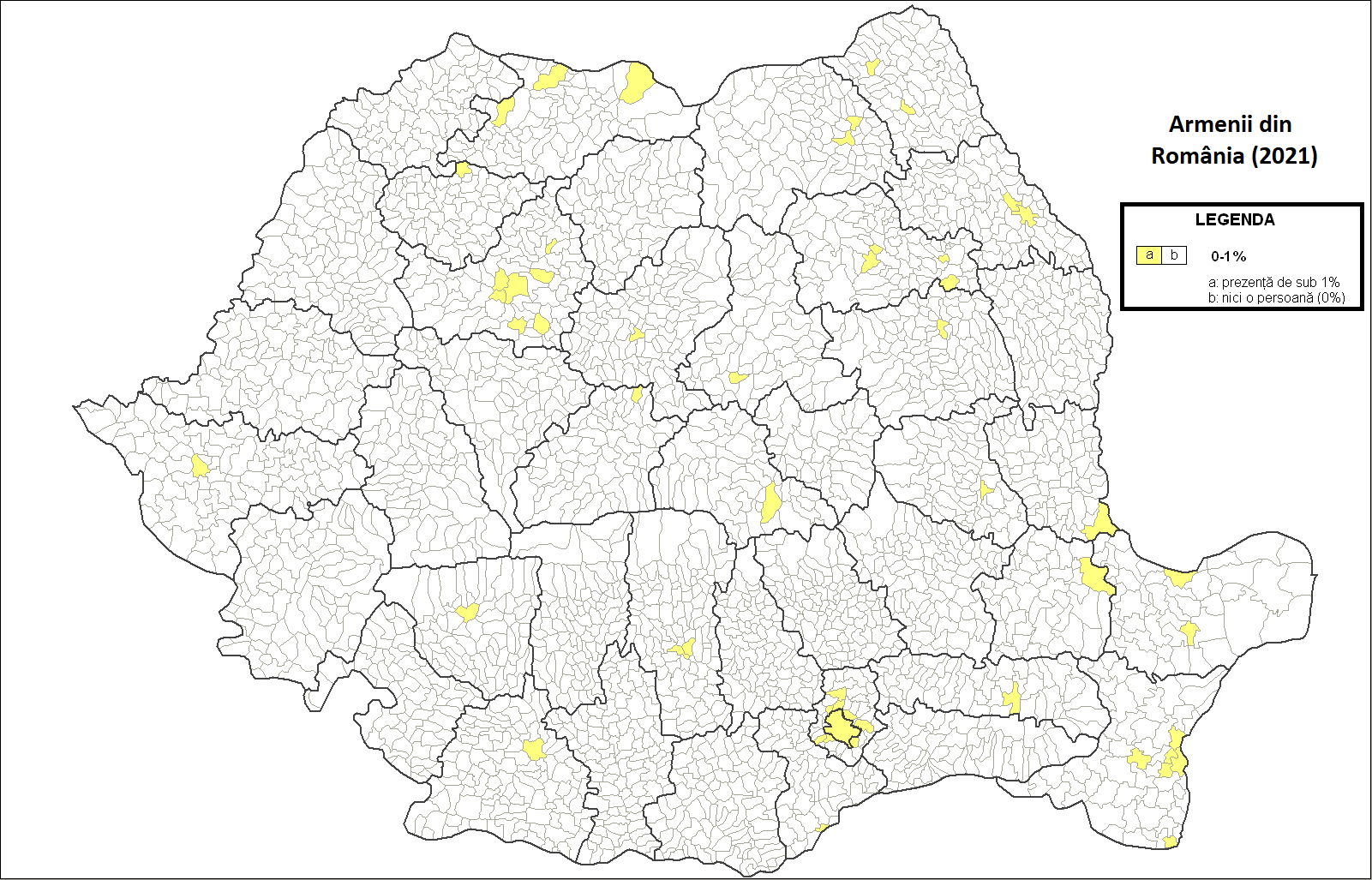
Armenii din România în anul 2021

Conform recensământului din 2021 în România erau 1213 de armeni.
Conform recensământului din 2011, în România erau 1.361 de armeni. La recensământul din 2002 au fost 1.780 de armeni, mulți în familii mixte, din aceștia 721 declarându-și limba maternă ca fiind limba armeană.
Comunitatea armenească publică periodicele Nor Ghiank (în armeană), Ararat, și Lăcașuri de cult, sponsorizat de statul român.

## Personalități românești cu ascendențe armenești

### Voievozi ai Moldovei

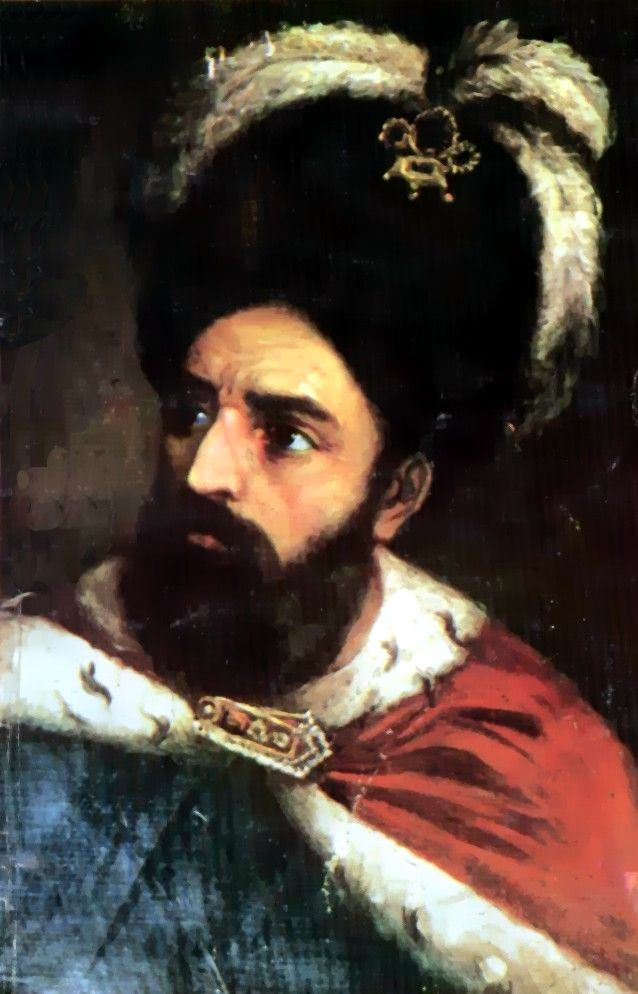
Ioan Vodă cel Viteaz

- Ioan Vodă cel Viteaz - A domnit între anii 1572 și 1574.

### Oameni politici
- Ioan Missir - avocat și om politic, scriitor al unei singure cărți intitulată „Fata moartă”
- Varujan Vosganian - economist, politician, scriitor
- Grigore Trancu-Iași - economist și politician
- Varujan Pambuccian - programator, reprezintă comunitatea armeană în Camera Deputaților
- Vasile Gh. Morțun - activist socialist
- Virgil Madgearu - politician, economist și sociolog

### Oameni de știință
- Spiru Haret - matematician, fizician, politician, sociolog
- Ana Aslan - gerontologă
- Dimitrie Asachi (fiul lui Gh. Asachi) - matematician

### Militari
- Iacob Zadik - general în Armata Română în Primul Război Mondial

### Sportivi
- Ardases Kundacgian - baschetbalist și cercetător chimist
- Florin Halagian - om de fotbal, antrenor

### Scriitori, jurnaliști și alte persoane faimoase

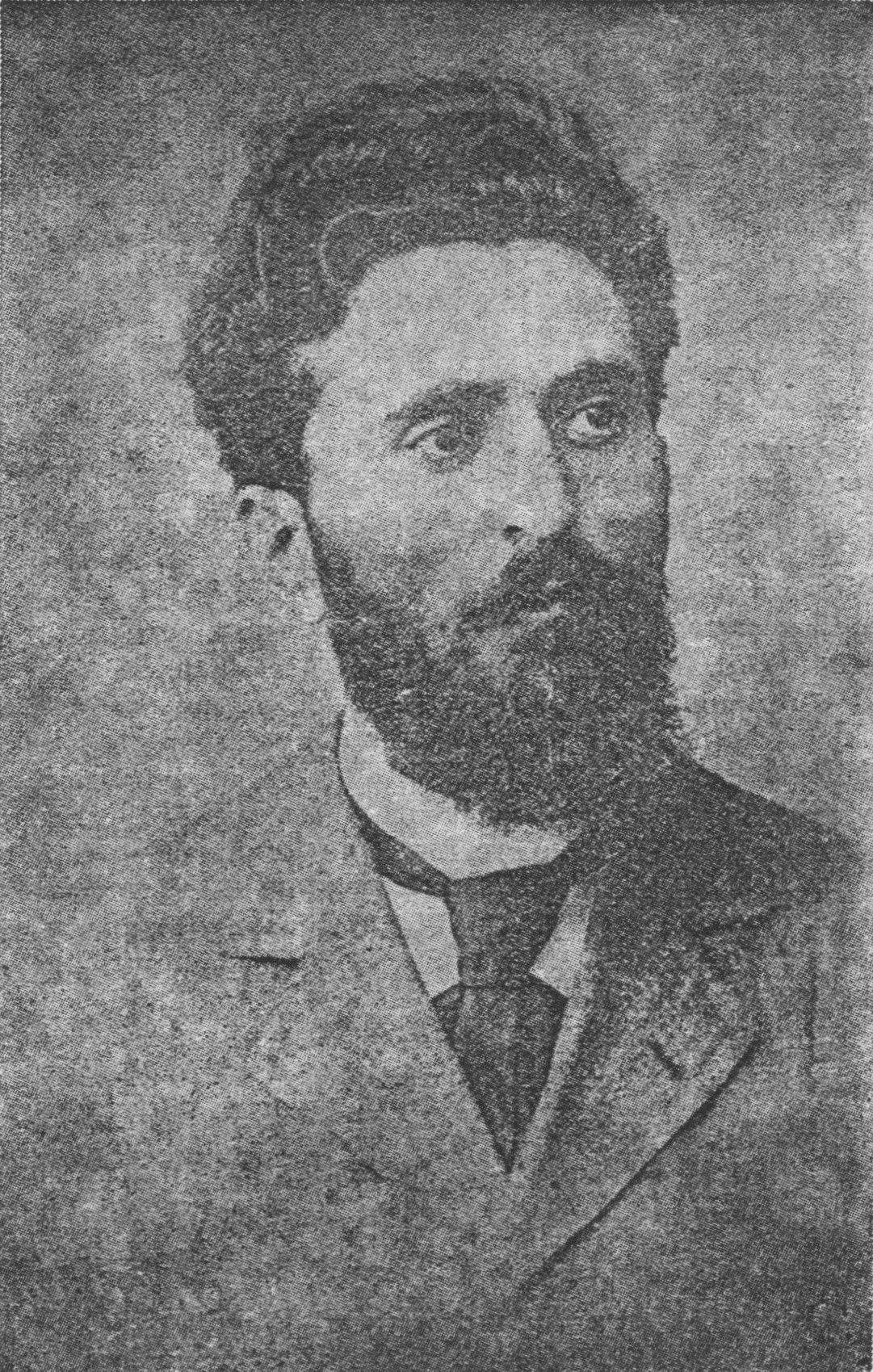
Garabet Ibrăileanu

- Krikor Zambaccian - colecționar de artă, fondator al Muzeului Zambaccian
- Harry Tavitian - muzician de jazz
- Alexandru Tatos - regizor
- H. Dj. Siruni - istoric, expert legat de Imperiul Otoman și traducător binecunoscut al operelor lui Mihai Eminescu
- Garbis Dedeian - compozitor, muzician de jazz, saxofon
- Capriel Dedeian - compozitor, muzician de jazz, chitarist
- Ovidiu Ohanesian - ziarist
- David Ohanesian - tenor de operă
- Ervant Nicogosian - pictor și desenator
- Garabet A. Kümbetlian - profesor universitar, inginer, cercetător
- Leon Kalustian - jurnalist
- Mihail Jora - compozitor
- Garabet Ibrăileanu - critic literar
- Bedros Horasangian - scriitor, eseist și jurnalist
- Mihai Haret - geograf, alpinist, întemeietor al „Hanului Drumeților” devenit „Turing Clubul României”, coresp. al Academiei de Științe
- Aram Frenkian - filolog și filosof
- Anda Călugăreanu - cîntăreață și actriță
- Vazken Balgian - conducător al Bisericii Armene din România și ulterior catolicos de Ecimiadzin
- Manuc Bei - întreprinzător de la începutul secolului al XIX-lea, fondator al Hanului lui Manuc din București
- Zareh Baronian - preot, Arhimandrit Mitrofor, doctor in teologie
- Hrandt Avakian - pictor
- Gheorghe Asachi - scriitor și jurnalist
- Vartan Arachelian - jurnalist
- Ștefan Agopian - scriitor și jurnalist
- Arșavir Acterian - jurnalist, biograf
- Jeni Acterian - scriitor, regizoare și memorialistă
- Haig Acterian - regizor, director, critic teatral, jurnalist